# Calendarul sfinților
Calendarul sfinților principalelor confesiuni creștine din România oferă, în ordine cronologică, unele zile onomastice. Pentru sărbători religioase vezi Calendarul sărbătorilor religioase.

În acest calendar sunt incluse sărbătorile sfinților mari și ale celor care au fost considerați demni de menționat - din diferite motive - de autoritățile ecleziastice competente. Deci nu au fost incluși mulți alți sfinți care au o importanță locală sau regională și care se găsesc în alte calendare religioase naționale. Este important de știut că atunci când Biserica recunoaște sfințenia unei persoane atribuie o zi din an pentru a o comemora în mod special, aceasta fiind - de obicei - ziua morții care este de fapt ziua nașterii pentru Cer. De aceea, într-o singură zi pot fi propuși pentru comemorare poate chiar zeci de sfinți, dar din rațiuni practice se menționează în calendarul general numai cei mai importanți.
Legendă:

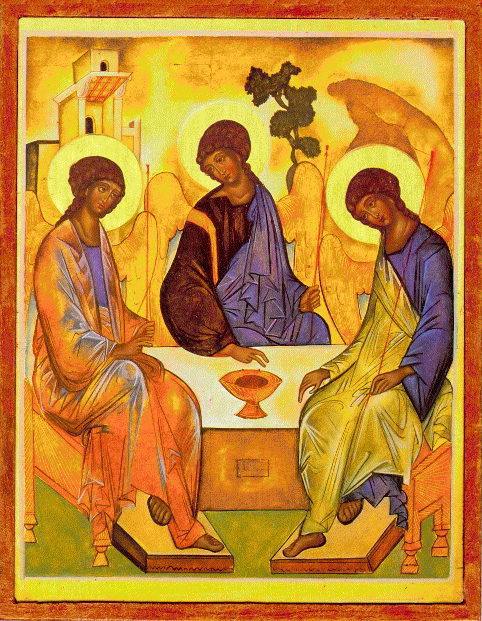
Sfânta Treime, icoană de Andrei Rubliov

BOR = Calendarul Bisericii Ortodoxe Române; 
BRU = Calendarul Bisericii Române Unite (Greco-Catolică); 
BRC = Calendarul Bisericii Romano-Catolice; 
Sf. = sfânt/ă; 
Ss. = sfinți; 
Fer. = fericit/ă; 
Cuv. = cuvios/asă; 
(†) = Zi de sărbătoare; 
† = decedat/ă

## Ianuarie
- 1 ianuarie
  - (BOR) (†) Tăierea împrejur cea după trup a Domnului; Sf. Vasile cel Mare
  - (BRU) (†) Tăierea împrejur cea după trup a Domnului; Sf. Vasile cel Mare, arhiepiscopul Cezareii Capadociei († 379)
  - (BRC) (†) Sf. Fecioară Maria, Născătoare de Dumnezeu
- 2 ianuarie
  - (BOR) Sf. Silvestru, episcopul Romei, papă († 335); Sf. Serafim de Sarov († 1833)
  - (BRU) Sf. Silvestru, papă († 335)
  - (BRC) Sf. Vasile cel Mare, episcop în Cezareea Cappadociei († 379); Sf. Grigore din Nazianz, episcop al Constantinopolului și învățător al Bisericii († 389 sau 390)
- 3 ianuarie
  - (BOR) Sf. prooroc Maleahi; Sf. mucenic Gordie
  - (BRU) Sf. Malahia, profet († 445 î.Hr.); Sf. Gordiu, martir († secolul al IV-lea)
  - (BRC) Sf. Genoveva, fecioară; Sfântul Nume al lui Isus
- 4 ianuarie
  - (BOR) Soborul sfinților 70 de Apostoli; Cuv. Teoctist, egumenul de la Kucumia Siciliei
  - (BRU) Cei 70 sfinți apostoli; Sf. Teoctist
  - (BRC) Fericita Angela de Foligno, călugăriță
- 5 ianuarie
  - (BOR) Sf. mucenici Teopempt și Teona; Cuv. Sinclitichia
  - (BRU) Ss. Teopempt și Teona, martiri († secolul al III-lea); Sf. Sinclitica, cuvioasă († secolul al IV-lea)
  - (BRC) Sf. Telesfor, papă, martir
- 6 ianuarie
  - (BOR) (†) Botezul Domnului – Dumnezeiasca Arătare. (Boboteaza)
  - (BRU) (†) Botezul Domnului și Dumnezeului nostru Isus Christos (Boboteaza)
  - (BRC) (†) Epifania Domnului; Ss. Gaspar, Melchior și Baltazar, magi
- 7 ianuarie
  - (BOR)  (†) Soborul sf. prooroc Ioan Botezătorul și Înaintemergătorul Domnului
  - (BRU)  (†) Sf. Ioan Botezătorul († secolul I); Sf. Niceta de Remesiana, episcop († 420)
  - (BRC) Sf. Raymund de Penyafort, preot; Sf. Lucian, preot († 312)
- 8 ianuarie
  - (BOR) Cuvioșii Gheorghe Hozevitul și Emilian Mărturisitorul; Cuv. Domnica
  - (BRU) Sf. Gheorghe din Hozeba, cuvios († secolul al VII-lea); Sf. Domnica, cuvioasă († secolul al V-lea).
  - (BRC) Sf. Claudiu Apollinariu, episcop
- 9 ianuarie
  - (BOR) Sf. mucenic Polieuct; Cuv. Eustratie
  - (BRU) Sf. Polieuct, martir († secolul al III-lea)
  - (BRC) Sf. Iulian, martir
- 10 ianuarie
  - (BOR) Sf. Grigorie, Episcopul Nisei; Cuv. Dometian; Sf. Cuvios Antipa de la Calapodești
  - (BRU) Sf. Grigore de Nissa, episcop († 394); Sf. Marcian, cuvios († 450); Sf. Domețian, episcop, cuvios († secolul al VI-lea)
  - (BRC) Sf. Paul Tebeul, pustnic († 342); Sf. Agaton, papă; Sf. Zoe, martiră
- 11 ianuarie
  - (BOR) Cuv. Teodosie cel Mare, începătorul vieții de obște; Cuv. Vitalie
  - (BRU) Sf. Teodosiu, cuvios († 529)
  - (BRC) Sf. Honorata, fecioară; Sf. Teodosie, abate († 529)
- 12 ianuarie
  - (BOR) Ss. mucenițe Tatiana Diaconița și Eutasia
  - (BRU) Sf. Tatiana, martiră († secolul al III-lea)
  - (BRC) Sf. Tatiana, martiră
- 13 ianuarie
  - (BOR) Ss. mucenici Ermil si Stratonic; Cuv. Iacob din Nisibe
  - (BRU) Sf. Ermil și Sf. Stratonic, martiri († secolul al IV-lea)
  - (BRC) Sf. Ilarie de Poitiers, episcop, învățător al Bisericii
- 14 ianuarie
  - (BOR) Cuvioșii părinți uciși în Sinai și Rait
  - (BRU) Ss. cuvioși uciși pe Muntele Sinai și Raiton († 370)
  - (BRC) Sf. Felix de Nola, episcop; Sf. Bianca, regină
- 15 ianuarie
  - (BOR) Cuvioșii Pavel Tebeul și Ioan Colibașul
  - (BRU) Sf. Pavel Tebanul, cuvios († secolul al IV-lea); Sf. Ioan Colibașul, cuvios († secolul al V-lea)
  - (BRC) Sf. Arsenie, pustnic
- 16 ianuarie
  - (BOR) Închinarea cinstitului lanț al sf. apostol Petru; Sf. mucenici Pevsip și cei împreună cu el
  - (BRU) Cinstirea lanțului Sf. Petru, apostol
  - (BRC) Sf. Marcel I, papă; Sf. Priscilla, văduvă
- 17 ianuarie
  - (BOR) Cuv. Antonie cel Mare; Sf. Cuv. Ahila; Sf. Cuv. Antonie cel Nou de la Veria
  - (BRU) Sf. Antoniu cel Mare, cuvios († 356)
  - (BRC) Sf. Anton, abate
- 18 ianuarie
  - (BOR) Sf. Atanasie și sf. Chiril, arhiepiscopii Alexandriei
  - (BRU) Sf. Atanasiu, arhiepiscop († 373) și sf. Chiril, arhiepiscop († 445). Începe octava de rugăciune pentru unirea creștinilor
  - (BRC) Sf. Prisca, martiră
- 19 ianuarie
  - (BOR) Cuv. Macarie Egipteanul, Cuv. Arsenie; Sf. muceniță Eufrasia; Sf. Antonie Stilitul din Georgia; Sf. Meletie Mărturisitorul; Sf. Cuv. Macarie Alexandrinul, Sf. Ier. Marcu, Mitropolitul Efesului; Sf. mc. Eufrasia
  - (BRU) Sf. Macariu Egipteanul, cuvios († 390); Sf. Arseniu, arhiepiscop († secolul al IX-lea)
  - (BRC) Ss. Marius și Marta, soți martiri
- 20 ianuarie
  - (BOR) Cuv. Eftimie cel Mare; Sf. mucenici Vas și Eusebiu
  - (BRU) Sf. Eutimiu cel Mare, cuvios († 473)
  - (BRC) Sf. Fabian, papă martir; Sf. Sebastian, martir
- 21 ianuarie
  - (BOR) Cuv. Maxim Mărturisitorul; Sf. mucenici Neofit, Evghenie, Valerian, Candid și Achila
  - (BRU) Sf. Maxim Mărturisitorul, cuvios († 662); Sf. Neofit, martir († 309)
  - (BRC) Sf. Agneza, fecioară, martiră
- 22 ianuarie
  - (BOR) Sf. apostol Timotei; Sf. mucenic cuviosul Anastasie Persul
  - (BRU) Sf. Timotei, apostol († secolul I); Sf. Atanasiu Persanul, cuvios, martir († 628)
  - (BRC) Sf. Vincențiu, diacon martir
- 23 ianuarie
  - (BOR) Sf. sfințit mucenic Clement al Ancirei și sf. mucenic Agatanghel
  - (BRU) Sf. Clemente, episcop și Sf. Agatanghel, martiri († secolul al IV-lea)
  - (BRC) Sf. Emerențiana, fecioară, martiră; Sf. Ildefons, episcop
- 24 ianuarie
  - (BOR) Cuv. Xenia; Sf. mucenici Vavila, Timotei și Agapie
  - (BRU) Sf. Xenia, cuvioasă († secolul al V-lea); Sf. Francisc de Sales, episcop († 1622)
  - (BRC) Sf. Francisc de Sales, episcop, învățător al Bisericii
- 25 ianuarie
  - (BOR) Sf. Grigorie Teologul; Sf. Bretanion, episcopul Tomisului; Cuv. Publie
  - (BRU) Sf. Grigore Teologul, arhiepiscopul Constantinopolului († 390). Încheierea octavei de rugăciune pentru unirea creștinilor
  - (BRC) Convertirea Sf. Paul, apostol
- 26 ianuarie
  - (BOR) Cuv. Xenofont, soția sa Maria și fiii lor Arcadie și Ioan
  - (BRU) Sf. Xenofon și familia, cuvios († secolul al VI-lea)
  - (BRC) Ss. Timotei și Tit, episcopi
- 27 ianuarie
  - (BOR) Aducerea moaștelor Sf. Ioan Gură de Aur; Sf. Marciana, împărăteasa
  - (BRU) Sf. Ioan Gură de Aur, arhiepiscop (aducerea moaștelor sale la Constantinopol, în 438)
  - (BRC) Sf. Bretanion, episcop de Tomis; Sf. Angela Merici, călugăriță, fondatoarea ursulinelor († 1540)
- 28 ianuarie
  - (BOR) Cuvioșii Efrem Sirul, Paladie și Iacob
  - (BRU) Sf. Efrem Sirul, cuvios († 373); Sf. Toma de Aquino, cuvios († 1274).
  - (BRC) Sf. Toma de Aquino, preot, învățător al Bisericii
- 29 ianuarie
  - (BOR) Aducerea moaștelor sfântului mucenic Ignatie Teoforul
  - (BRU) Aducerea moaștelor sfântului Ignațiu Teoforul, episcop, martir (aducerea moaștelor sale la Constantinopol, secolul al V-lea)
  - (BRC) Sf. Valeriu, episcop
- 30 ianuarie
  - (†) (BOR) Ss. Trei Ierarhi Vasile cel Mare, Grigorie Teologul și Ioan Gură de Aur; Sf. sfințit mucenic Ipolit, episcopul Romei
  - (†) (BRU) Ss. Mari Ierarhi și Dascăli Vasile cel Mare, Grigore Teologul și Ioan Gură-de-Aur
  - (BRC) Sf. Martina, fecioară, martiră; Sf. Olga, fecioară
- 31 ianuarie
  - (BOR) Ss. doctori, fără de arginți, făcători de minuni, Chir și Ioan; Sf. mucenic Victorin
  - (BRU) Sf. Chiril și Ioan, martiri, medici fără plată († secolul al IV-lea)
  - (BRC) Sf. Ioan Bosco; Sf. Marcela, văduvă

## Februarie
- 1 februarie
  - (BOR) Ss. mucenici Trifon, Perpetua și Felicitas
  - (BRU) Sf. Trifon, martir († secolul al III-lea)
  - (BRC) Sf. Veridiana, fecioară
- 2 februarie
  - (BOR) (†) Întâmpinarea Domnului; Ss. mucenici Iordan și Gavriil
  - (BRU) (†) Întâmpinarea Domnului și Dumnezeului nostru Isus Christos
  - (BRC) (†) Întâmpinarea Domnului; Sf. Cornel, centurion
- 3 februarie
  - (BOR) Sf. și dreptul Simeon; Sf. proorociță Ana
  - (BRU) Sf. și dreptul Simeon, primitorul de Dumnezeu și profetesa Ana
  - (BRC) Sf. Blasiu, episcop, martir; Sf. Oscar, episcop
- 4 februarie
  - (BOR) Cuv. Isidor Pelusiotul; Sf. sfințit mucenic Avramie
  - (BRU) Sf. Isidor, cuvios († 449)
  - (BRC) Sf. Andrei Corsini, episcop; Sf. Veronica
- 5 februarie
  - (BOR) Ss. mucenițe Agata și Teodula
  - (BRU) Sf. Agata, fecioară, martiră († 251)
  - (BRC) Sf. Agata, fecioară, martiră
- 6 februarie
  - (BOR) Sf. Vucol, episcopul Smirnei; Ss. mucenici Iulian, Fausta și Maxim; Cuv. Varsanufie cel Mare
  - (BRU) Sf. Bucol, episcop († secolul al II-lea)
  - (BRC) Ss. Paul Miki și însoțitorii săi, martiri; Sf. Doroteea, fecioară, martiră
- 7 februarie
  - (BOR) Sf. Partenie, episcopul Lampsacului; Cuv. Luca; Ss. 1003 mucenici din Nicomidia
  - (BRU) Sf. Parteniu, episcop († secolul al IV-lea); Sf. Luca, cuvios († 953)
  - (BRC) Sf. Richard, rege; Sf. Apolinar, martir
- 8 februarie
  - (BOR) Sf. mare mucenic Teodor Stratilat; Sf. prooroc Zaharia; Ss. mucenițe surori Marta și Maria
  - (BRU) Sf. Teodor Stratilat, martir († secolul al V-lea); Sf. Zaharia, profet († 520 î.Hr.)
  - (BRC) Sf. Ieronim Emiliani (1486-1537); Sf. Iosefina Bakhita, fecioară
- 9 februarie
  - (BOR) Sf. mucenic Nichifor; Sf. mucenici episcopi Marcel și Pangratie
  - (BRU) Sf. Nichifor, martir († secolul al III-lea)
  - (BRC) Sf. Apolonia, fecioară, martiră
- 10 februarie
  - (BOR) Sf. sfințit mucenic Haralambie (secolul al II-lea – secolul al III-lea); Ss. mucenițe Enata și Valentina
  - (BRU) Sf. Haralamb, preot, martir († 202)
  - (BRC) Sf. Scholastica, fecioară (c.480 - c.547)
- 11 februarie
  - (BOR) Sf. sfințit mucenic Vlasie, episcopul Sevastiei; Sf. Teodora împărăteasa
  - (BRU) Sf. Blasiu, episcop, martir († secolul al IV-lea); Prima apariție a Preasfintei Fecioare Maria la Lourdes (1858)
  - (BRC) Sf. Fecioară Maria de la Lourdes
- 12 februarie
  - (BOR) Ss. Meletie, arhiepiscopul Antiohiei celei Mari și Antonie, patriarhul Constantinopolului; Sf. mucenic Hristea
  - (BRU) Sf. Melețiu, arhiepiscop († 381)
  - (BRC) Sf. Eulalia, fecioară, martiră
- 13 februarie
  - (BOR) Cuv. Martinian; Ss. apostoli și mucenici Acvila și Priscila, soția lui
  - (BRU) Sf. Martinian, cuvios († secolul al IV-lea)
  - (BRC) Sf. Valentin, preot, martir
- 14 februarie
  - (BOR) Cuvioșii Auxențiu, Maron și Avraam; Sf. Filimon, episcopul Gazei
  - (BRU) Sf. Auxentiu, cuvios († secolul al IV-lea)
  - (BRC) Sf. Ciril, călugăr și Sf. Metodiu, episcop, patroni ai Europei
- 15 februarie
  - (BOR) Sf. apostol Onisim; Sf. mucenic Maior; Cuv. Eusebiu
  - (BRU) Sf. Onisim, apostol († secolul I)
  - (BRC) Sf. Claudiu de la Colombiere, preot
- 16 februarie
  - (BOR) Sf. sfințit mucenic Pamfil; Ss. mucenici Valent, Pavel și Seleuc; Cuv. Flavian al Constantinopolului († 449)
  - (BRU) Ss. Pamfil, preot, martir († 309) și alți 11 însoțitori
  - (BRC) Ss. Iulian și Iuliana, frați martiri
- 17 februarie
  - (BOR) Sf. mare mucenic Teodor Tiron; Sf. Mariamna
  - (BRU) Sf. Teodor Tiron, martir († secolul al IV-lea)
  - (BRC) Ss. Întemeietori ai Societății "Slujitorii Sf. Fecioare Maria"
- 18 februarie
  - (BOR) Sf. Leon, episcopul Romei, papă; Cuv. Agapit, episcopul cetății Sinadei
  - (BRU) Sf. Leon, papă († 461)
  - (BRC) Flavian al Constantinopolului, patriarh († 449); Sf. Bernadeta Soubirous, călugăriță († 1879)
- 19 februarie
  - (BOR) Ss. apostoli Arhip, Filimon și soția sa Apfia; Cuvioșii mărturisitori Evghenie și Macarie
  - (BRU) Sf. Arhip, apostol († secolul I)
  - (BRC) Sf. Mansuet, episcop
- 20 februarie
  - (BOR) Sf. Leon, episcopul Cataniei și Sf. Agaton, episcopul Romei; Cuv. Visarion
  - (BRU) Sf. Leon, episcop de Catania († secolul al VIII-lea)
  - (BRC) Sf. Elefteriu, episcop
- 21 februarie
  - (BOR) Cuv. Timotei; Sf. Eustatie, episcopul Antiohiei
  - (BRU) Sf. Timotei, cuvios († secolul al VIII-lea); Sf. Eustațiu, patriarhul Antiohiei († 338)
  - (BRC) Sf. Petru Damiani, episcop, învățător al Bisericii (1007-1072)
- 22 februarie
  - (BOR) Aflarea moaștelor sfinților mucenici din Evghenia; Cuvioșii Atanasie, Talasie și Limneu
  - (BRU) Descoperirea moaștelor sfinților martiri din Eugenion (în secolul al IV-lea)
  - (BRC) Catedra sfântului apostol Petru; Sf. Margareta din Cortona
- 23 februarie
  - (BOR) Sf. sfințit mucenic Policarp, episcopul Smirnei; Cuv. Gorgonia
  - (BRU) Sf. Policarp, episcop, martir († 155)
  - (BRC) Sf. Policarp de Smirna, episcop, martir († secolul al II-lea)
- 24 februarie
  - (BOR) Întâia și a doua aflare a capului Mergătorului Înainte și Botezătorului Ioan
  - (BRU) Prima și a doua găsire a capului Sf. Ioan Botezătorul
  - (BRC) Sf. Sergiu, călugăr, martir
- 25 februarie
  - (BOR) Sf. Tarasie, arhiepiscopul Constantinopolului; Ss. mucenici Alexandru și Ipatie
  - (BRU) Sf. Tarasiu, arhiepiscop († 806)
  - (BRC) Sf. Cezar de Nazianz, medic († 368); Sfânta Walpurga, călugăriță benedictină († 779)
- 26 februarie
  - (BOR) Sf. Porfirie, arhiep. Gazei; Sf. muceniță Fotini; Sf. Teodor
  - (BRU) Sf. Porfiriu, episcop († 420)
  - (BRC) Sf. Alexandru, episcop
- 27 februarie
  - (BOR) Cuvioșii mărturisitori Procopie Decapolitul și Talaleu
  - (BRU) Sf. Procopiu Decapolitul, († secolul al VIII-lea)
  - (BRC) Sf. Gabriel al Maicii Îndurerate, călugăr
- 28 februarie
  - (BOR) Cuvioșii Ioan Casian Romanul și Gherman din Dobrogea; Cuv. Vasile Mărturisitorul
  - (BRU) Sf. Vasile, cuvios, mărturisitor († secolul al VIII-lea); Sf. Casian Romanul, cuvios († 435)
  - (BRC) Sf. Roman, abate
- 29 februarie
  - (BOR) Sf. cuvioși Ioan Casian Romanul și Gherman din Dobrogea
  - (BRU) Sf. Casian Romanul, cuvios. Pomenirea tuturor cuvioșilor sihaștri și călugări
  - (BRC) Sf. Auguste Chapdelaine, preot martir († 1856)

## Martie
- 1 martie
  - (BOR) Cuv. muceniță Evdochia; Cuv. Domnina; Sf. muceniță Antonina; Ss. Marcel și Anton
  - (BRU) Sf. Eudochia, cuvioasă, martiră († secolul al II-lea)
  - (BRC) Sf. Albin, episcop († 550)
- 2 martie
  - (BOR) Sf. sfințit mucenic Teodot, episcopul Cirenei; Ss. mucenici Isihie și Nestor
  - (BRU) Sf. Teodot, episcop, martir († 321)
  - (BRC) Sf. Chad de Lichfield, episcop († 672); Sf. Angela de la Cruz († 1932), călugăriță; Fer. Engelmar Unzeitig († 1945), preot
- 3 martie
  - (BOR) Ss. mucenici Eutropiu, Cleonic și Vasilisc
  - (BRU) Ss. Eutropiu, Cleonic și Basilisc, martiri († secolul al III-lea)
  - (BRC) Sf. Cunegunda, împărăteasă († 1040); Sf. Marin, ostaș, martir
- 4 martie
  - (BOR) Cuv. Gherasim de la Iordan; Ss. mucenici Pavel și Iuliana, sora lui
  - (BRU) Sf. Gherasim de la Iordan († 475)
  - (BRC) Sf. Cazimir, rege (1458-1484)
- 5 martie
  - (BOR) Sf. sfințit mucenic Conon din Isauria; Sf. mucenic Conon Grădinarul și sf. muceniță Iraida
  - (BRU) Sf. Conon, martir († 275); Fer. Ieremia Valahul, cuvios († 1625)
  - (BRC) Ss. Romeo și Teofil, episcopi; Sf. Adrian din Cezareea, martir; Fer. Ieremia Valahul, cuvios († 1625)
- 6 martie
  - (BOR) (†) Ss. 42 de mucenici din Amoreea; Sf. Eufrosin
  - (BRU) (†) Sfinții martiri din Amorius († 848)
  - (BRC) (†) Sf. Luciu I, papă, martir; Sf. Coletta, fecioară
- 7 martie
  - (BOR) Ss. mucenici episcopi din Chersonesos Vasile, Efrem, Evghenie, Capiton, Agatodor și Elpidie
  - (BRU) Ss. Efrem, Vasile, Eugen episcopi și alții, martiri din Crimeea († secolul al IV-lea)
  - (BRC) Ss. Perpetua și Felicitas, martire
- 8 martie
  - (BOR) Cuv. Teofilact Mărturisitorul, episcopul Nicomidiei
  - (BRU) Sf. Teofilact, episcop († 845)
  - (BRC) Sf. Ioan al lui Dumnezeu, călugăr (1495-1550)
- 9 martie
  - (BOR) (†) Sf. 40 Mucenici din Sevastia; Sf. mucenic Urpasian
  - (BRU) (†) Ss. 40 martiri din Sebastia († 322)
  - (BRC) Sf. Francisca Romana, călugăriță; Sf. Grigore de Nyssa, episcop
- 10 martie
  - (BOR) Ss. ucenici Codrat, Ciprian, Dionisie și cei împreună cu dânșii
  - (BRU) Ss. Quadrat, Ciprian și însoțitorii († 258)
  - (BRC) Ss. 40 de soldați, martiri
- 11 martie
  - (BOR) Sf. Sofronie, patriarhul Ierusalimului; Ss. mucenici Trofim și Talu
  - (BRU) Sf. Sofroniu, arhiepiscop († 638)
  - (BRC) Sf. Rozina
- 12 martie
  - (BOR) Cuv. Teofan Mărturisitorul; Sf. Grigore Dialogul, episcopul Romei; Sf. Simeon Noul Teolog († 1022)
  - (BRU) Sf. Teofan, cuvios († 817)
  - (BRC) Sf. Maximilian, martir
- 13 martie
  - (BOR) Aducerea moaștelor Sf. Nichifor, patriarhul Constantinopolului
  - (BRU) Aducerea moaștelor Sf. Nichifor, arhiepiscop († 846)
  - (BRC) Sf. Teodora, martiră
- 14 martie
  - (BOR) Cuv. Benedict de Nursia († 547); Sf. mucenic Alexandru din Pidna
  - (BRU) Sf. Benedict de Nursia, cuvios, patronul Europei († 547)
  - (BRC) Sf. Matilda, regină
- 15 martie
  - (BOR) Ss. mucenici Agapie, Plisie și Timolau și cei împreună cu dânșii
  - (BRU) Sf. Agapiu, martir și cei 7 însoțitori ai săi († 304)
  - (BRC) Sf. Longin, martir; Sf. Luiza de Marillac, călugăriță
- 16 martie
  - (BOR) Ss. mucenici Sabin Egipteanul, Papa, Roman și Anin
  - (BRU) Sf. Sabin Egipteanul, martir († 303)
  - (BRC) Sf. Benedicta, călugăriță
- 17 martie
  - (BOR) Cuv. Alexie, omul lui Dumnezeu; Sf. mucenic Marin
  - (BRU) Sf. Alexie, cuvios, supranumit „Omul lui Dumnezeu” († secolul al V-lea)
  - (BRC) Sf. Patriciu, episcop († 461)
- 18 martie
  - (BOR) Sf. Chiril, patriarhul Ierusalimului; Sf. mucenic Trofim; Sf. Nicolae Velimirović de Ohrid și Žiča
  - (BRU) Sf. Chiril din Ierusalim, arhiepiscop († 386)
  - (BRC) Sf. Chiril din Ierusalim, episcop, învățător al Bisericii († 386)
- 19 martie
  - (BOR) Ss. mucenici Hrisant, Daria și Ilaria
  - (BRU) Ss. Hrisant și Daria, martiri († 283); Sf. Iosif, patronul Bisericii Universale
  - (BRC) (†) Sf. Iosif, soțul Sfintei Fecioare Maria
- 20 martie
  - (BOR) Cuvioșii mucenici uciși în Mănăstirea Sf. Sava cel Sfințit; Cuv. Nichita Mărturisitorul
  - (BRU) Ss. cuvioși martiri uciși în mănăstirea Sf. Sava († 796)
  - (BRC) Sf. Claudia, fecioară
- 21 martie
  - (BOR) Cuv. Iacob Mărturisitorul, episcop; Ss. Toma și Serapion (ECHINOCȚIUL DE PRIMĂVARĂ - ziua este egală cu noaptea);
  - (BRU) Sf. Iacob Mărturisitorul, episcop († secolul al IX-lea)
  - (BRC) Sf. Clemența, călugăriță
- 22 martie
  - (BOR) Sf. Cuvios mucenic Vasile, preotul din Ancira; Sf. Drosida, fiica împăratului Traian
  - (BRU) Sf. Vasile, preot, martir († 363)
  - (BRC) Sf. Octavian, martir
- 23 martie
  - (BOR) Cuv. mucenic Nicon și cei 199 ucenici ai lui
  - (BRU) Sf. Nicon, episcop, martir, și învățăceii săi († 273)
  - (BRC) Sf. Turibiu de Mongrovejo, episcop († 1606); Sf. Pelagia
- 24 martie
  - (BOR) Cuv. Zaharia; Sf. Artemon, episcopul
  - (BRU) Sf. Zaharia, cuvios († 273)
  - (BRC) Sf. Ecaterina a Suediei, călugăriță; Sf. Óscar Romero, ep. martir († 1980)
- 25 martie
  - (BOR) (†) Buna Vestire
  - (BRU) (†) Buna Vestire
  - (BRC) (†) Buna Vestire - Vestirea Întrupării Domnului; Sf. Dismas
- 26 martie
  - (BOR) (†) Soborul arhanghelului Gavriil; Ss. mucenici Montanus preotul, și soția sa Maxima
  - (BRU) (†) Serbarea sf. arhanghel Gavril
  - (BRC) Sf. Emanuel, martir
- 27 martie
  - (BOR) Sf. muceniță Matroana din Tesalonic; Sf. prooroc Anania; Ss. mucenici Filit și Lidia
  - (BRU) Sf. Matrona, cuvioasă, martiră († secolul al IV-lea)
  - (BRC) Sf. Ioan din Egipt
- 28 martie
  - (BOR) Cuv. Ilarion cel Nou; Cuv. Ștefan, făcătorul de minuni
  - (BRU) Sf. Ștefan Taumaturgul, cuvios († 813); Sf. Ilarion cel Nou, cuvios († secolul al VIII-lea)
  - (BRC) Sf. Sixt al III-lea, papă
- 29 martie
  - (BOR) Cuv. mucenic Marcu, episcopul Aretuselor; Sf. mucenic Chiril, diaconul
  - (BRU) Ss. Marcu, episcop, martir, Chiril, diacon, martir, și însoțitorii lor († 362)
  - (BRC) Sf. Eustasiu, abate
- 30 martie
  - (BOR) Cuv. Ioan Scărarul; Sf. prooroc Ioad; Sf. Euvula, mama sf. Pantelimon
  - (BRU) Sf. Ioan Scărarul, cuvios († 649)
  - (BRC) Sf. Ioan Climac (Scărarul), abate
- 31 martie
  - (BOR) Sf. sfințit mucenic Ipatie, episcopul Gangrei; Sf. Acachie Mărturisitorul, episcopul Melitinei și sf. mucenic Veniamin diaconul
  - (BRU) Sf. Ipațiu, episcop, martir († secolul al IV-lea)
  - (BRC) Sf. Beniamin, diacon, martir

## Aprilie
- 1 aprilie
  - (BOR) Cuv. Maria Egipteanca († 421); Cuv. Macarie Mărturisitorul
  - (BRU) Sf. Maria Egipteanca, cuvioasă († secolul al V-lea)
  - (BRC) Sf. Hugo, episcop
- 2 aprilie
  - (BOR) Cuv. Tit, făcătorul de minuni; Ss. mucenici Amfian și Edesie
  - (BRU) Sf. Tit Taumaturgul, cuvios
  - (BRC) Sf. Francisc din Paola, pustnic († 1507)
- 3 aprilie
  - (BOR) Cuv. Nichita Mărturisitorul; Sf. mucenic Elpidifor
  - (BRU) Sf. Nichita, cuvios († 824)
  - (BRC) Ss. Evagriu și Benignus, martiri
- 4 aprilie
  - (BOR) Cuvioșii Iosif, scriitorul de cântări, Gheorghe de la Maleon, Zosima și Platon
  - (BRU) Ss. Teodul și Agatop, martiri († secolul al IV-lea); Sf. Gheorghe, cuvios; Sf. Iosif Imnograful († 886)
  - (BRC) Sf. Isidor din Sevilla, episcop, învățător al Bisericii († 636)
- 5 aprilie
  - (BOR) Ss. mucenici Teodul, Agatopod, Claudie, Diodor, Serapion și Nichifor
  - (BRU) Ss. Claudiu, Diodor, Victor, Victorin, Papiu și însoțitorii lor, martiri († secolul al III-lea)
  - (BRC) Sf. Vincențiu Ferrer, preot († 1419)
- 6 aprilie
  - (BOR) Sf. mucenic Irineu, episcop de Sirmium; Sf. Eutihie, patriarhul Constantinopolului; Cuv. Platonida
  - (BRU) Sf. Eutihiu, arhiepiscop († 582)
  - (BRC) Sf. Marcelin din Cartagina, martir
- 7 aprilie
  - (BOR) Sf. Gheorghe Mărturisitorul, episcopul Mitilenei; Sf. mucenici Caliopie și Achilina
  - (BRU) Ss. Gheorghe, episcop și Caliopiu, martiri († 304)
  - (BRC) Sf. Ioan Baptist de la Salle, preot (1651-1719)
- 8 aprilie
  - (BOR) Ss. apostoli: Irodion, Agav și Ruf
  - (BRU) Ss. Irodion, Agab, Rufus, Asincrit, Flegon și Herma, apostoli dintre cei 70 († secolul I)
  - (BRC) Sf. Iulia Billart, călugăriță
- 9 aprilie
  - (BOR) Sf. mucenic Eupsihie din Cezareea; Cuv. Vadim arhimandritul
  - (BRU) Sf. Eupsichiu, martir († 362)
  - (BRC) Sf. Maria a lui Cleofa; Sf. Marcel, episcop
- 10 aprilie
  - (BOR) Ss. mucenici Terentie, Pompie, Maxim și Macarie; Sf. Dima
  - (BRU) Ss. Terențiu, Maxim, Macariu, Pompei, African și însoțitorii lor, martiri († secolul al III-lea)
  - (BRC) Sf. Mechtilda, fecioară
- 11 aprilie
  - (BOR) Sf. Ierarh Calinic de la Cernica; Sf. sfințit mucenic Antipa; Cuv. Trifina
  - (BRU) Sf. Antipa, episcop, martir († secolul I)
  - (BRC) Sf. Stanislau, episcop martir († 1079); Sf. Gemma Galgani, fecioară
- 12 aprilie
  - (BOR) Sf. mucenic Sava de la Buzău; Cuv. Vasile Mărturisitorul; Sf. Antuza
  - (BRU) Sf. Vasile, episcop († secolul al VIII-lea); Sf. Sava Gotul, martir († secolul al IV-lea)
  - (BRC) Sf. Iuliu I, papă, martir
- 13 aprilie
  - (BOR) Ss. mucenici Artemon, Cvintilian și Dada
  - (BRU) Sf. Martin I, papă († 656)
  - (BRC) Sf. Martin I, papă, martir († 656)
- 14 aprilie
  - (BOR) Sf. Martin Mărturisitorul, episcopul Romei; Sf. muceniță Tomaida
  - (BRU) Ss. Aristarh, Pudes, Trofim, apostoli dintre cei 70 († secolul I)
  - (BRC) Ss. Tiburțiu, Valerian și Maxim, martiri
- 15 aprilie
  - (BOR) Ss. apostoli Aristarh, Pud și Trofim
  - (BRU) Sf. Crescent, martir
  - (BRC) Sf. Anastasia, martiră
- 16 aprilie
  - (BOR) Ss. mucenițe fecioare Agapia, Irina și Hionia
  - (BRU) Ss. Agapia, Irina și Hionia, martire († secolul al VI-lea)
  - (BRC) Sf. Benedict Iosif Labre, pelerin, om al străzii († 1783)
- 17 aprilie
  - (BOR) Sf. sfințit mucenic Simeon, episcopul Persidei; Cuv. Acachie, episcopul Melitinei Armeniei; Sf. mucenic Adrian
  - (BRU) Sf. Simeon, episcop, martir și însoțitorii săi († 341); Sf. Acaciu, episcop († secolul al III-lea)
  - (BRC) Sf. Rudolf, martir
- 18 aprilie
  - (BOR) Cuv. Ioan, ucenicul Sf. Grigorie Decapolitul; Sf. Cosma episcopul
  - (BRU) Sf. Ioan, cuvios († secolul al IX-lea)
  - (BRC) Sf. Amedeo, martir; Sf. Elefterie, martir
- 19 aprilie
  - (BOR) Cuv. Ioan de la Lavra Veche; Sf. sfințit mucenic Pafnutie
  - (BRU) Sf. Pafnuțiu, preot, martir († secolul al IV-lea); Sf. Ioan Paleolavritul, cuvios († secolul al VI-lea)
  - (BRC) Sf. Emma, văduvă; Fer. Marcel Callo, martir
- 20 aprilie
  - (BOR) Sf. Teotim, episcopul Tomisului; Cuv. Teodor Trihina; Sf. apostol Zaheu
  - (BRU) Sf. Teodor Trichina, cuvios († secolul al V-lea)
  - (BRC) Sf. Teotim, episcop de Tomis
- 21 aprilie
  - (BOR) Sf. sfințit mucenic Ianuarie episcopul; Sf. muceniță Alexandra împărăteasa
  - (BRU) Ss. Ianuariu, episcop, martir, și însoțitorii săi († secolul al IV-lea)
  - (BRC) Sf. Anselm de Canterbury, episcop, învățător al Bisericii († 1109)
- 22 aprilie
  - (BOR) Cuv. Teodor Sicheotul, episcopul Anastasiopolei; Sf. apostol Natanail
  - (BRU) Sf. Teodor, episcop († 613)
  - (BRC) Sf. Soter, papă, martir; Sf. Caius, papă, martir; Sf. Leonida, martir
- 23 aprilie
  - (BOR) (†) Sf. mare mucenic Gheorghe, purtătorul de biruință
  - (BRU) (†) Sf. Gheorghe, mare martir († 303)
  - (BRC) Sf. Gheorghe, martir; Sf. Adalbert de Praga, episcop, martir
- 24 aprilie
  - (BOR) Ss. ierarhi mărturisitori Ilie Iorest și Sava Brancovici, mitropoliții Transilvaniei; Sf. ierarh Iosif Mărturisitorul din Maramureș; Ss. Pasicrat și Valentin; Cuvioasa Elisabeta
  - (BRU) Sf. Elisabeta Taumaturga, cuvioasă
  - (BRC) Sf. Fidel din Sigmaringen, preot, martir; Sf. Elizabeth Hesselblad, infirmieră († 1957)
- 25 aprilie
  - (BOR) Sf. apostol, evanghelist Marcu; Sf. cuvios Vasile de la Poiana Mărului
  - (BRU) Sf. Marcu, evanghelist († secolul I)
  - (BRC) Sf. Marcu, evanghelist
- 26 aprilie
  - (BOR) Sf. sfințit mucenic Vasile, episcopul Amasiei; Sf. Glafira
  - (BRU) Sf. Vasile, episcop, martir († 322)
  - (BRC) Sf. Anaclet, papă, martir; Sf. Marcelin, papă, martir
- 27 aprilie
  - (BOR) Sf. sfințit mucenic Simeon, ruda Domnului; Ss. apostoli Aristarh și Marcu
  - (BRU) Sf. Simeon, rudenia Domnului, episcop, martir († 107)
  - (BRC) Sf. Zita, fecioară
- 28 aprilie
  - (BOR) Ss. apostoli Iason și Sosipatru
  - (BRU) Ss. Iason și Sosipatru, apostoli dintre cei 70 († secolul I). Ss. Dada, Maxim și Quintilian, martiri († secolul al IV-lea)
  - (BRC) Sf. Petru Chanel, preot, martir; Sf. Ludovic, martir; Sf. Grignion de Montfort, preot
- 29 aprilie
  - (BOR) Ss. 9 mucenici din Cizic; Cuv. Memnon Mărturisitorul
  - (BRU) Ss. martiri din Cizic († 322); Sf. Memnon Taumaturgul, cuvios; Sf. Ecaterina de Siena, cuvioasă († 1380)
  - (BRC) Sf. Ecaterina din Siena, fecioară, învățător al Bisericii, patroană a Europei
- 30 aprilie
  - (BOR) Sf. Iacob, apostol, fratele Sf. Ioan Evanghelistul, fiii lui Zevedeu
  - (BRU) Sf. Iacob, (cel mare), fratele Sf. apostol Ioan, apostol, martir († 42)
  - (BRC) Sf. Pius al V-lea, papă; Sf. Iosif Cottolengo, preot

## Mai
- 1 mai
  - (BOR) Sf. prooroc Ieremia; Cuvioșii mucenici Eftimie, Ignatie și Acachie
  - (BRU) Sf. Ieremia, profet († 558 î.Hr.); Sf. Iosif muncitorul
  - (BRC) Sf. Iosif Muncitorul
- 2 mai
  - (BOR) Aducerea moaștelor sf. Atanasie cel Mare
  - (BRU) Aducerea la Constantinopol a moaștelor sf. Atanasiu cel Mare (în 373)
  - (BRC) Sf. Atanasie, episcop, învățător al Bisericii
- 3 mai
  - (BOR) Sf. mucenici Timotei și Mavra, soția sa; Sf. mucenici Diodor și Rodopian
  - (BRU) Ss. Timotei și Maura, soți martiri († 304)
  - (BRC) Ss. Filip și Iacob, apostoli
- 4 mai
  - (BOR) Sf. muceniță Pelaghia; Cuv. Valerian
  - (BRU) Sf. Pelaghia, martiră († secolul al IV-lea)
  - (BRC) Sf. Florian, martir († 304)
- 5 mai
  - (BOR) Sf. mare muceniță Irina; Sf. mucenici Neofit, Gaie și Gaian
  - (BRU) Sf. Irina, martiră († secolul I)
  - (BRC) Sf. Iudita, văduvă; Sf. Gotthard de Hildesheim, episcop († 1038)
- 6 mai
  - (BOR) Sf. și dreptul Iov; Cuvioșii Mamant, Pahomie și Ilarion
  - (BRU) Sf. și dreptul Iov, mult răbdătorul
  - (BRC) Sf. Dominic Savio
- 7 mai
  - (BOR) Arătarea semnului Sfintei Cruci la Ierusalim; Sf. mucenici Acachie și Codrat
  - (BRU) Apariția Sfintei Cruci pe cerul Ierusalimului (în 351)
  - (BRC) Sf. Ghizela, regină; Sf. Antonie de Kiev, călugăr († 1073); Sf. Roza Venerini, întemeietoare de școli († 1728)
- 8 mai
  - (BOR) (†) Sf. Ap. și Ev. Ioan; Cuv. Arsenie cel Mare
  - (BRU) (†) Sf. Ap. și Ev. Ioan; Sf. Arsenie cel Mare, cuvios († 445)
  - (BRC) (†) Fer. Ieremia Valahul, călugăr capucin; Sf. Victor, martir
- 9 mai
  - (BOR) Aducerea la Bari a moaștelor Sf. Ierarh Nicolae; Sf. Prooroc Isaia; Sf. mucenic Hristofor
  - (BRU) Sf. Isaia, profet († secolul al VIII-lea, î.Hr.); Sf. Cristofor, martir († 251)
  - (BRC) Sf. Pahomie, pustnic
- 10 mai
  - (BOR) Sf. apostol Simon Zilotul; Cuvioșii Isihie Mărturisitorul și Lavrenție
  - (BRU) Sf. Simeon Zelotul, apostol († secolul I)
  - (BRC) Sf. Antonin din Florența, episcop
- 11 mai
  - (BOR) Sf. sfințit mucenic Mochie; Ss. Metodie și Sf. Chiril, apostolii slavilor
  - (BRU) Sf. Mociu, martir († secolul al IV-lea)
  - (BRC) Sf. Mamert, episcop
- 12 mai
  - (BOR) Sf. mucenic Ioan Valahul; Sf. Epifanie, arhiepiscopul Ciprului; Sf. Gherman, patriarhul Constantinopolului
  - (BRU) Sf. Epifaniu, episcop († 403); Sf. Gherman, patriarhul Constantinopolului († 733)
  - (BRC) Ss. Nereu și Ahile, martiri; Sf. Pancrațiu, martir († 304)
- 13 mai
  - (BOR) Sf. muceniță Glicheria; Cuv. Serghie Mărturisitorul
  - (BRU) Sf. Gliceria, martiră († 161); Apariția Preasfintei Fecioare Maria la Fatima (1917)
  - (BRC) Sf. Servatius, episcop († 384); Sf. Fecioară Maria de la Fatima
- 14 mai
  - (BOR) Sf. mucenic Isidor din Hios; Sf. sfințit mucenic Terapont
  - (BRU) Sf. Izidor, martir († 250)
  - (BRC) Sf. Matia, apostol
- 15 mai
  - (BOR) Cuv. Pahomie cel Mare; Sf. Ahile, episcopul Larisei
  - (BRU) Sf. Pahomiu cel Mare, cuvios († 346). Sf. Ahile Taumaturgul, episcop († secolul al V-lea - secolul al VI-lea)
  - (BRC) Sf. Isidor Plugarul, țăran († 1130); Sf. Sofia Romana, soție
- 16 mai
  - (BOR) Cuv. Teodor cel Sfințit; Sf. mucenici Isaachie, Simeon și Petru din Vlaherna
  - (BRU) Sf. Teodor Sfințitul, cuvios († secolul al IV-lea)
  - (BRC) Sf. Ioan Nepomuk, preot, martir († 1393)
- 17 mai
  - (BOR) Sf. apostol Andronic; Sf. Iunia; Cuv. Nectarie și Teofan
  - (BRU) Ss. Andronic și Iunia, apostoli († secolul I)
  - (BRC) Sf. Pascal Baylon, călugăr
- 18 mai
  - (BOR) Ss. mucenici Teodot, Petru și Dionisie; Sf. Hristina și cele 7 fecioare împreună cu ea
  - (BRU) Ss. Petru, Dionisiu, Cristina, Andrei, Paul, Benedim, Paulin și Eracliu martiri († secolul al III-lea)
  - (BRC) Sf. Ioan I, papă, martir; Sf. Eric al IX-lea al Suediei († 1160); Sf. Leonard Murialdo, preot
- 19 mai
  - (BOR) Sf. sfințit mucenic Patrichie; Sf. muceniță Chiriachi; Cuv. Memnon
  - (BRU) Sf. Patriciu, episcop și însoțitorii săi († secolul al IV-lea)
  - (BRC) Sf. Celestin al V-lea, papă
- 20 mai
  - (BOR) Sf. mucenic Talaleu; Cuv. Talasie; Cuv. Marcu Pustnicul
  - (BRU) Sf. Talaleu, martir († 284)
  - (BRC) Sf. Bernardin din Siena, preot
- 21 mai
  - (BOR) (†) Ss. mari împărați Constantin și mama sa Elena, întocmai cu apostolii
  - (BRU) (†) Ss. Constantin și Elena, împărați asemenea apostolilor († 337, respectiv † 330)
  - (BRC) Ss. Cristofor Magallanes, preot și însoțitori martiri; Elena, mama împăratului Constantin
- 22 mai
  - (BOR) Ss. mucenici Vasilisc și Marcel; Sf. muceniță Sofia, doctoriță
  - (BRU) Sf. Basilisc, martir († secolul al III-lea); Sf. Rita din Cascia († 1457)
  - (BRC) Sf. Rita din Cascia, călugăriță; Sf. Emil, martir
- 23 mai
  - (BOR) Cuv. Mihail Mărturisitorul, episcopul Sinadei; Sf. Maria lui Cleopa
  - (BRU) Sf. Mihai, episcop, mărturisitor († 826)
  - (BRC) Sf. Dezideriu, episcop († 606)
- 24 mai
  - (BOR) Cuv. Simeon; Sf. mucenic Serapion; Sf. muceniță Marciana
  - (BRU) Sf. Simeon din muntele Minunat, cuvios († 596)
  - (BRC) Sf. Fecioară Maria, Ajutorul Creștinilor; Sf. Donațian și Rogațian, martiri
- 25 mai
  - (BOR) A treia aflare a capului sf. Ioan Botezătorul; Sf. mucenic Celestin
  - (BRU) A treia găsire a capului sf. Ioan Botezătorul (în 823)
  - (BRC) Sf.. Beda Venerabilul, preot, învățător al Bisericii; Sf. Grigore al VII-lea, papă; Sf. Maria Magdalena de Pazzi, fecioară
- 26 mai
  - (BOR) Ss. apostoli Carp și Alfeu dintre cei 70; Ss. mucenici Averchie și Elena
  - (BRU) Sf. Carp, apostol dintre cei 70 († secolul I)
  - (BRC) Sf. Filip Neri, preot
- 27 mai
  - (BOR) Sf. mucenic Iuliu Veteranul
  - (BRU) Sf. Eladiu, episcop, martir († secolul al VI-lea - secolul al VII-lea)
  - (BRC) Sf. Augustin din Canterbury, episcop
- 28 mai
  - (BOR) Sf. Treime; Cuv. Nichita Mărturisitorul; Sf. sfințit mucenic Eutihie; Sf. muceniță Eliconida
  - (BRU) Sf. Eutihie, episcop, martir
  - (BRC) Sf. Gherman, episcop
- 29 mai
  - (BOR) Sf. muceniță Teodosia Fecioara; Sf. mucenici Olivian și Alexandru
  - (BRU) Sf. Teodosia, martiră († 307)
  - (BRC) Sf. Maxim, episcop
- 30 mai
  - (BOR) Cuvioșii Isaachie Mărturisitorul și Varlaam; Sf. mucenic Natalie
  - (BRU) Sf. Isachie, cuvios († 383)
  - (BRC) Sf. Ferdinand, rege; Sf. Ioana d'Arc, fecioară
- 31 mai
  - (BOR) Sf. mucenic Ermie; Sfinții mucenici Eusebie și Haralambie
  - (BRU) Sf. Ermiu, martir († secolul al II-lea)
  - (BRC) (†) Vizita Sfintei Fecioare Maria la vara ei Elisabeta

## Iunie
- 1 iunie
  - (BOR) Sf. mucenic Iustin Martirul și Filozoful; Ss. mucenici Hariton, Firm și Valerian; Cuv. Iustin Popovici de la Mănăstirea Ćelije
  - (BRU) Sf. Iustin Filosoful, cu însoțitorii săi, martiri († 165)
  - (BRC) Sf. Iustin, filozof martir († 165); Sf. Simeon de Trier, pustnic († 1035)
- 2 iunie
  - (BOR) Sf. mare mucenic Ioan cel Nou de la Suceava; Sf. Nichifor, patriarhul Constantinopolului
  - (BRU) Fericitul Valeriu Traian Frențiu și însoțitorii săi; Sf. Nichifor, patriarhul Constantinopolului († 829)
  - (BRC) Ss. Marcelin și Petru, martiri; Sf. Blandina, martiră († 177)
- 3 iunie
  - (BOR) Sf. mucenici Luchilian cu soția și cei 4 copii ai lor: Ipatie, Pavel, Dionisie și Claudie; Sf. muceniță Paula Fecioara
  - (BRU) Ss. Lucilian și Paula cu fiii lor, martiri († secolul al III-lea)
  - (BRC) Ss. Carol Lwanga și însoțitorii, martiri
- 4 iunie
  - (BOR) Sf. mucenici Zotic, Atal, Camasie și Filip de la Niculițel; Sf. Mitrofan, patriarhul Constantinopolului
  - (BRU) Sf. Mitrofan, arhiepiscop († 314)
  - (BRC) Sf. Francisc Caracciolo, preot
- 5 iunie
  - (BOR) Sf. sfințit mucenic Dorotei, episcopul Tirului; Sf. mucenici Marchian, Nicandru și Leonid
  - (BRU) Sf. Dorotei, episcop, martir († 362)
  - (BRC) Sf. Bonifaciu, episcop, martir († 754)
- 6 iunie
  - (BOR) Cuvioșii Visarion și Ilarion cel Nou;[1] Sf. mucenic Ghelasie
  - (BRU) Sf. Visarion Taumaturgul, cuvios († secolul al V-lea); Sf. Ilarion cel Tânăr, cuvios († 845)
  - (BRC) Sf. Norbert, episcop
- 7 iunie
  - (BOR) Sf. sfințit mucenic Teodot; Sf. muceniță Zenaida; Cuv. Sebastiana; Cuv. Antim
  - (BRU) Sf. Teodot, episcop, martir († 303)
  - (BRC) Sf. Robert, episcop
- 8 iunie
  - (BOR) Sf. Martiri Nicandru și Marcian; Aducerea moaștelor sf. mare mucenic Teodor Stratilat
  - (BRU) Mutarea moaștelor sf. Teodor Stratilat (în secolul al V-lea)
  - (BRC) Sf. Medard, episcop
- 9 iunie
  - (BOR) Sf. Chiril al Alexandriei; Ss. mucenițe Tecla, Mariamni, Marta și Maria
  - (BRU) Sf. Ciril, arhiepiscop († 444)
  - (BRC) Sf. Efrem, diacon, învățător al Bisericii
- 10 iunie
  - (BOR) Sf. sfințit mucenic Timotei, episcopul Prusei și Alexandru; Sf. muceniță Antonina
  - (BRU) Ss. Alexandru și Antonin, martiri († 313); Sf. Timotei, martir († 362)
  - (BRC) Fer. Ioan Dominici
- 11 iunie
  - (BOR) Ss. apostoli Vartolomeu și Varnava
  - (BRU) Ss. Bartolomeu și Barnaba, apostoli († secolul I)
  - (BRC) Sf. Barnaba, apostol
- 12 iunie
  - (BOR) Cuvioșii Onufrie cel Mare și Petru Atonitul
  - (BRU) Sf. Onofrei, cuvios († secolul al V-lea); Sf. Petru, cuvios († 892)
  - (BRC) Sf. Ioan de Facundo
- 13 iunie
  - (BOR) Sf. mucenic Achilina; Cuv. Trifilie, episcopul Levcosiei din Cipru
  - (BRU) Sf. Achilina, martir († 293); Sf. Trifiliu, episcop († 343); Sf. Anton de Padova, cuvios († 1231)
  - (BRC) Sf. Anton de Padova, preot, învățător al Bisericii
- 14 iunie
  - (BOR) Sf. Prooroc Elisei; Sf. Metodie, patriarhul Constantinopolului
  - (BRU) Sf. Eliseu, profet († 856 î.Hr.); Sf. Metodiu, arhiepiscop († 847)
  - (BRC) Ss. Valeriu și Rufin, martiri
- 15 iunie
  - (BOR) Sf. prooroc Amos; Sf. mucenic Isihie; Fericiții Ieronim și Augustin
  - (BRU) Sf. Amos, profet († secolul al VIII-lea î.Hr.); Sf. Ieronim († 420)
  - (BRC) Sf. Iolanda, călugăriță
- 16 iunie
  - (BOR) Sf. Tihon, episcopul Amatundei și sf. sfințit mucenic Marcu, episcopul Apoloniadei
  - (BRU) Sf. Tihon Taumaturgul, episcop († secolul al V-lea)
  - (BRC) Sf. Francisc Regis, preot; Sf. Benone, episcop
- 17 iunie
  - (BOR) Sf. mucenici Manuil, Savel și Ismail
  - (BRU) Ss. Manuel, Sabel și Ismail și însoțitorii lor, martiri († secolul al IV-lea)
  - (BRC) Ss. Nicandru și Marcian, martiri
- 18 iunie
  - (BOR) Sf. mucenici Leontie, Ipatie și Teodul; Cuv. Erasm
  - (BRU) Sf. Leonțiu, martir († 70)
  - (BRC) Ss. Marcu și Marcelin, martiri
- 19 iunie
  - (BOR) Sf. apostol Iuda, ruda Domnului; Cuv. Paisie cel Mare
  - (BRU) Sf. Iuda Tadeul, apostol († secolul I)
  - (BRC) Sf. Romuald, abate; Sf. Iuliana Falconieri
- 20 iunie
  - (BOR) Sf. sfințit mucenic Metodie, episcopul Patarelor; Cuv. Calist, patriarhul Constantinopolului (SOLSTIȚIUL DE VARĂ (ziua 15 ore, noaptea 9 ore);
  - (BRU) Sf. Metodiu, episcop, martir († 311)
  - (BRC) Sf. Sever, papă, martir
- 21 iunie
  - (BOR) Ss. mucenici Iulian din Tars[2] și Afrodisie
  - (BRU) Sf. Iulian, martir († secolul al III-lea)
  - (BRC) Sf. Alois de Gonzaga, călugăr
- 22 iunie
  - (BOR) Sf. Ierarh Grigorie Dascălu, mitropolitul Țării Românești;[3] Ss. mucenici Zenon, Zina și Galaction
  - (BRU) Sf. Eusebiu, episcop, martir († 379)
  - (BRC) Sf. Paulin de Nola, episcop; Ss. Ioan Fisher, episcop și Thomas Morus, martiri
- 23 iunie
  - (BOR) Sf. muceniță Agripina; Sf. mucenic Aristocleu preotul
  - (BRU) Sf. Agripina, martiră († secolul al III-lea)
  - (BRC) Sf. Alice, martiră
- 24 iunie
  - (BOR) (†) Nașterea sf. Ioan Botezătorul; Sf. Niceta de Remesiana; Aducerea moaștelor sf. mare mucenic Ioan cel Nou de la Suceava
  - (BRU) (†) Nașterea sf. Ioan Botezătorul
  - (BRC) (†) Nașterea sf. Ioan Botezătorul
- 25 iunie
  - (BOR) Sf. mare muceniță Fevronia; Cuvioșii Dionisie și Dometie
  - (BRU) Sf. Febronia, martiră († secolul al IV-lea)
  - (BRC) Sf. Wilhelm, abate
- 26 iunie
  - (BOR) Cuv. David din Tesalonic; Sf. Ioan, episcopul Goției
  - (BRU) Sf. David, cuvios († 530)
  - (BRC) Ss. Ioan și Paul, martiri
  - (BRC) Sf. Josemaría Escrivá de Balaguer, preot
- 27 iunie
  - (BOR) Cuv. Samson, primitorul de străini; Sf. mucenic Anect; Sf. Ioana Mironosița
  - (BRU) Sf. Samson Ospitalierul, cuvios († secolul al VI-lea)
  - (BRC) Sf. Ciril din Alexandria, episcop, învățător al Bisericii
- 28 iunie
  - (BOR) Aducerea moaștelor sf. mucenici, doctori fără de arginți Chir și Ioan; Sf. mucenic Papia
  - (BRU) Aducerea la Roma a moaștelor sfinților Ciril și Ioan, medici fără plată (în 412)
  - (BRC) Sf. Irineu de Lyon, episcop, martir
- 29 iunie
  - (BOR) (†) Sfinții apostoli Petru și Pavel
  - (BRU) (†) Sfinții Petru și Pavel, apostoli († 64, respectiv † 67)
  - (BRC) (†) Sfinții Petru și Pavel, apostoli
- 30 iunie
  - (BOR) (†) Soborul sfinților 12 Apostoli; Sf. Ierarh Ghelasie de la Râmeț
  - (BRU) (†) Serbarea celor 12 sfinți apostoli
  - (BRC) Primii sfinți martiri din Roma; Sfântul Donat, soldat († 173); Sf. Otto de Bamberg, episcop († 1139)

## Iulie
- 1 iulie
  - (BOR) Sf. Ierarh Leontie de la Rădăuți; Ss. mucenici, doctori fără de arginți Cosma și Damian
  - (BRU) Ss. Cosma și Damian, medici taumaturgi, fără plată, martiri († 303)
  - (BRC) Sf. Gal, episcop
- 2 iulie
  - (BOR) Așezarea veșmântului Născătoarei de Dumnezeu în Vlaherne; Sf. voievod Ștefan cel Mare
  - (BRU) Depunerea veșmântului Preasfintei Fecioare Maria în capela din Blaherne (în 458)
  - (BRC) Sf. Bernardin Realino, preot († 1616)
- 3 iulie
  - (BOR) Sf. mucenic Iachint; Sf. Anatolie al Constantinopolului, patriarh († 458)
  - (BRU) Sf. Iacint, martir († secolul al II-lea); Sf. Anatoliu, arhiepiscop († 458)
  - (BRC) Sf. Toma, apostol
- 4 iulie
  - (BOR) Sf. Andrei, arhiepiscopul Cretei; Cuv. Marta
  - (BRU) Sf. Andrei din Creta, arhiepiscop († 740)
  - (BRC) Sf. Elisabeta a Portugaliei
- 5 iulie
  - (BOR) Cuv. Atanasie de la Athos, stareț († 1003); Cuv. Lampadie; Cuv. mucenic Ciprian
  - (BRU) Sf. Atanasie Athonitul, cuvios († 1003); Sf. Lampadiu Taumaturgul, cuvios († secolul al X-lea); Sf. Marta, mama sf. Simeon Taumaturgul
  - (BRC) Sf. Anton Maria Zaccaria, preot; Sf. Filomena
- 6 iulie
  - (BOR) Cuv. Sisoe cel Mare; Sf. muceniță Lucia; Ss.Arhip și Filimon
  - (BRU) Sf. Sisoe cel Mare, cuvios († 429); Sf. Maria Goretti, fecioară, martiră († 1902)
  - (BRC) Sf. Maria Goretti, fecioară, martiră
- 7 iulie
  - (BOR) Sf. mare muceniță Chiriachi; Cuvioșii Toma din Maleon și Acachie
  - (BRU) Sf. Toma, cuvios († secolul al X-lea); Sf. Acaciu, cuvios († secolul al VI-lea); Sf. Chiriachi, martir († secolul al IV-lea)
  - (BRC) Sf. Felix, episcop
- 8 iulie
  - (BOR) Sf. Mare Mucenic Procopie; Sf. mucenici Epictet și Astion
  - (BRU) Sf. Procopiu, martir († 303)
  - (BRC) Ss. Aquila și Priscilla; Sf. Virginia; Sf. Kilian, misionar († 689)
- 9 iulie
  - (BOR) Ss. sfințiți mucenici Pangratie și Chiril; Ss. mucenici Andrei și Prov
  - (BRU) Sf. Pancrațiu, episcop, martir († secolul I)
  - (BRC) Ss. Augustin Zhao Rong, preot și însoțitorii, sfinții martiri din China; Sf. Veronica Giuliani, fecioară
- 10 iulie
  - (BOR) Ss. 45 mucenici din Nicopolea Armeniei; Ss. mucenici Apolonie, Vianor și Siluan
  - (BRU) Cei 45 sfinți martiri uciși la Nicopole, Armenia († 319)
  - (BRC) Cei Șapte Fii ai sf. Felicitas, martiri
- 11 iulie
  - (BOR) Sf. mare muceniță Eufimia; Sf. Olga, regenta Rusiei Kieviene († 969); Cuv. Leon din Mandra
  - (BRU) Sf. Eufemia, martiră († 303)
  - (BRC) Sf. Benedict, abate, patron al Europei († 547)
- 12 iulie
  - (BOR) Ss. mucenici Proclu și Ilarie; Sf. Veronica
  - (BRU) Ss. Proclu și Ilarie, martiri († secolul al II-lea)
  - (BRC) Sf. Ioan Gualberto, abate
- 13 iulie
  - (BOR) Soborul sf. Arhanghel Gavriil; Cuv. Ștefan Savaitul; Cuv. Sara
  - (BRU) Sf. Arhanghel Gavril; Sf. Ștefan Taumaturgul, cuvios († 797)
  - (BRC) Sf. Henric, împărat († 1024); Sf. Eugen, episcop și însoțitorii, martiri
- 14 iulie
  - (BOR) Sf. apostol Achila; Sf. mucenici Just și Iraclie; Cuv. Nicodim Aghioritul
  - (BRU) Sf. Aquila, apostol dintre cei 70 († secolul I); Sf. Iosif, arhiepiscop († 832)
  - (BRC) Sf. Camil de Lellis, preot
- 15 iulie
  - (BOR) Ss. mucenici Chiric și Iulita; Cuv. Iosif, arhiepiscopul Tesalonicului; Cuv. Vladimir, luminătorul Rusiei
  - (BRU) Ss. Chiric și mama sa Iulita, martiri († 296); Sf. Bonaventura, episcop († 1274)
  - (BRC) Sf. Bonaventura, episcop, învățător al Bisericii; Sf. Vladimir
- 16 iulie
  - (BOR) Sf. sfințit mucenic Antinoghen cu cei 10 ucenici ai săi; Ss. mucenici Avudin și Faust
  - (BRU) Sf. Atinogen și cei 10 învățăcei ai săi, martiri († 311)
  - (BRC) Sfânta Fecioară Maria de pe Muntele Carmel
- 17 iulie
  - (BOR) Sf. mare muceniță Marina; Sf. Ierarh Eufrasie
  - (BRU) Sf. Marina, martiră († 269)
  - (BRC) Sf. Alexie, cerșetor († 417); Sf. Marina
- 18 iulie
  - (BOR) Sf. mucenic Emilian de la Durostor; Sf. mucenici Iachint, Pavel și Valentina
  - (BRU) Sf. Emilian, martir († secolul al IV-lea)
  - (BRC) Sf. Frederic, episcop, martir
- 19 iulie
  - (BOR) Cuv. Macrina; Cuv. Die; Cuv. Serafim de Sarov
  - (BRU) Sf. Macrina, cuvioasă († 380); Sf. Die, cuvios († 431)
  - (BRC) Sf. Arsenie cel Mare, pustnic († 449)
- 20 iulie
  - (BOR) (†) Sf. măritul prooroc Ilie Tesviteanul
  - (BRU) (†) Sf. Ilie Tesbiteanul, profet († secolul al IX-lea î.Hr.)
  - (BRC) Sf. Apolinar, episcop, martir; Sf. Ilie, profet; Sf. Aurel, episcop
- 21 iulie
  - (BOR) Cuvioșii Simeon și Ioan Pustnicul; Sf. prooroc Iezechiel
  - (BRU) Ss. Simeon cel Nebun și Ioan din Cipru, însoțitorul lui, cuvioși († secolul al IV-lea)
  - (BRC) Sf. Laurențiu de Brindisi, preot, învățător al Bisericii; Sf. Daniel, profet
- 22 iulie
  - (BOR) Sf. mironosiță întocmai cu apostolii, Maria Magdalena; Cuvioasa muceniță Marcelia
  - (BRU) Sf. Maria Magdalena, purtătoare de mir († secolul I)
  - (BRC) Sf. Maria Magdalena
- 23 iulie
  - (BOR) Aducerea moaștelor sf. sfințit mucenic Foca; Sf. mucenici Trofim și Teofil
  - (BRU) Sf. Foca, preot, martir (aducerea moaștelor sale la Const în 400)
  - (BRC) Sf. Brigitta, călugăriță, patroană a Europei
- 24 iulie
  - (BOR) Sf. muceniță Hristina; Sf. mucenic Ermoghen
  - (BRU) Sf. Cristina, martiră († 220)
  - (BRC) Sf. Sharbel Makhluf, preot († 1898); Sf. Cristina, fecioară, martiră († secolul al III-lea)
- 25 iulie
  - (BOR) Adormirea sf. Ana; Cuvioasele Olimpiada și Eupraxia
  - (BRU) Adormirea sf. Ana, mama Preasfintei Fecioare Maria; Ss. Olimpiada și Eupraxia, cuvioase († secolul al V-lea)
  - (BRC) Sf. Iacob, apostol; Sf. Valentina, fecioară, martiră
- 26 iulie
  - (BOR) Sf. sfințit mucenic Ermolae; Sf. muceniță Paraschevi din Roma
  - (BRU) Sf. Ermolau, episcop, martir, și însoțitorii săi ss. Ermip și Ermocrat († 313); Sf. Paraschiva, martiră († 140)
  - (BRC) Ss. Ioachim și Ana, părinții Maicii Domnului
- 27 iulie
  - (BOR) Sf. mare mucenic și Tămăduitor Pantelimon; Cuv. Antuza
  - (BRU) Sf. Pantelimon, medic martir († 305)
  - (BRC) Sf. Pantelimon, medic martir
- 28 iulie
  - (BOR) Ss. apostoli și diaconi Prohor, Nicanor, Timon și Parmena
  - (BRU) Ss. Prohor, Nicanor, Timon și Parmena, apostoli, diaconi († secolul I)
  - (BRC) Sf. Victor I, papă, martir; Sf. Inocențiu I, papă
- 29 iulie
  - (BOR) Sf. mucenici Calinic, Veniamin și Mamant; Sf. muceniță Teodota cu fiii săi
  - (BRU) Ss. Calinic și Teodota, martiri († secolul al IV-lea)
  - (BRC) Sf. Marta din Betania, Sf. Lazăr
- 30 iulie
  - (BOR) Sf. apostoli Sil, Silvan, Crescent și Andronic; Sf. muceniță Iulita; Sf. sfințit mucenic Valentin, episcopul Umbriei
  - (BRU) Ss. Sila, Silvan, Crescent, Epenet și Andronic apostol, diacon dintre cei 70 († secolul I)
  - (BRC) Sf. Petru Crisologul, episcop, învățător al Bisericii
- 31 iulie
  - (BOR) Sf. și dreptul Evdochim; Sf. Iosif din Arimateea
  - (BRU) Sf. Eudochim, cuvios († 840); Sf. Ignațiu de Loyola († 1556)
  - (BRC) Sf. Ignațiu de Loyola, preot († 1556)

## August
- 1 august
  - (BOR) Scoaterea sf. Cruci; Sfinții 7 mucenici Macabei
  - (BRU) Scoaterea sf. Cruci; Cei 7 prunci Macabei, mama lor Salome și învățătorul lor Eliazar, martiri († secolul al II-lea î.Hr.); Sf. Alfons Maria de Liguori, episcop († 1787)
  - (BRC) Sf. Alfons Maria de Liguori, episcop, învățător al Bisericii
- 2 august
  - (BOR) Aducerea moaștelor sf. întâiului mucenic, arhidiacon Ștefan; Binecredinciosul împărat Justinian cel Mare
  - (BRU) Aducerea moaștelor sf. Ștefan, arhidiacon, protomartir, la Ierusalim (în 415)
  - (BRC) Sf. Eusebiu de Vercelli, episcop; Sf. Petru Iulian Eymard, preot (Porțiuncula)
- 3 august
  - (BOR) Cuvioșii Isachie, Dalmat și Faust; Sf. Salomeea Mironosița
  - (BRU) Sf. Isachiu († 383); Sf. Dalmat († 440); Sf. Faust († 451), cuvios
  - (BRC) Sf. Lidia, ucenica sf. Paul
- 4 august
  - (BOR) Sfinții 7 tineri din Efes; Aducerea moaștelor cuvioasei mucenițe Evdochia
  - (BRU) Cei 7 sfinți tineri din Efes, martiri († 270); aducerea moaștelor Sf. Eudochia, martiră († secolul al II-lea); Sf. Ioan Maria Vianney, preot (1859)
  - (BRC) Sf. Ioan Maria Vianney, preot
- 5 august
  - (BOR) Sfântul Ierarh Fabian, episcopul Romei († 250); Cuv. Ioan Iacob de la Neamț
  - (BRU) Sf. Eusigniu, martir († 362)
  - (BRC) Sfințirea Bazilicii Santa Maria Maggiore din Roma („Maria Zăpezii”)
- 6 august
  - (BOR) (†) Schimbarea la Față a Domnului
  - (BRU) (†) Schimbarea la Față a Domnului
  - (BRC) (†) Schimbarea la Față a Domnului
- 7 august
  - (BOR) Cuvioasa Teodora de la Sihla; Sf. sfințit mucenic Narcis, patriarhul Constantinopolului
  - (BRU) Sf. Domețiu, cuvios, martir († 362)
  - (BRC) Sf. Sixt al II-lea, papă și însoțitorii, martiri; Sf. Caietan, preot
- 8 august
  - (BOR) Sf. Emilian Mărturisitorul, episcopul Cizicului; Sf. Miron, episcopul Cretei
  - (BRU) Sf. Emilian, episcop († secolul al VIII-lea); Sf. Dominic, cuvios († 1221)
  - (BRC) Sfântul Chiriac, diacon († 303); Sf. Dominic, preot († 1221)
- 9 august
  - (BOR) Sf. apostol Matia; Sfinții 10 mucenici mărturisitori pentru icoana lui Hristos; Sf. mucenic Antonin
  - (BRU) Sf. Matia, apostol († secolul I)
  - (BRC) Sf. Tereza Benedicta a Crucii (Edith Stein), martiră, patroană a Europei († 1942)
- 10 august
  - (BOR) Ss. mucenici Lavrenție diaconul, Xist și Ipolit
  - (BRU) Sf. Laurențiu, diacon, martir († 258)
  - (BRC) Sf. Laurențiu, diacon, martir
- 11 august
  - (BOR) Sf. Ierarh Nifon, patriarhul Constantinopolului; Sf. mare mucenic Evplu arhidiaconul [4]
  - (BRU) Sf. Euplu, martir († 304); Sf. Clara de Assisi, cuvioasă († 1253)
  - (BRC) Sf. Clara, fecioară
- 12 august
  - (BOR) Sf. mucenici Fotie, Anichit, Pamfil și Capiton
  - (BRU) Ss. Foțiu și Anicet, martiri († 305)
  - (BRC) Sf. Ioana Francisca de Chantal, călugăriță; Sf. Anicet, papă, martir
- 13 august
  - (BOR) Mutarea moaștelor cuv. Maxim Mărturisitorul
  - (BRU) Aducerea moaștelor sf. Maxim Mărturisitorul la Constantinopol (în 680)
  - (BRC) Sf. Ponțian, papă, martir; Hipolit, preot, martir
- 14 august
  - (BOR) Sf. prooroc Miheia
  - (BRU) Sf. Micheia, profet († 699 î.Hr.); Sf. Maximilian Kolbe, martir († 1941)
  - (BRC) Sf. Maximilian Kolbe, preot, martir
- 15 august
  - (BOR) (†) Adormirea Maicii Domnului
  - (BRU) (†) Adormirea Maicii Domnului
  - (BRC) (†) Adormirea Maicii Domnului; Sf. Tarciziu, martir
- 16 august
  - (BOR) Sf. Mahramă a Domnului; Ss. martiri brâncoveni Constantin Vodă cu cei patru fii ai săi: Constantin, Ștefan, Radu, Matei și sfetnicul Ianache
  - (BRU) Aducerea la Constantinopol a mahramei (icoana Domnului nefăcută de mâna omenească, în 944); Sf. Diomid, martir († secolul al III-lea - secolul al IV-lea)
  - (BRC) Sf. Ștefan, rege († 1327) [în spațiul de limbă maghiară este sărbătorit pe 20 august]; Sfântul Rochus († 1327)
- 17 august
  - (BOR) Sf. sfințit mucenic Miron; Ss. mucenici Straton, Ciprian și Tirs
  - (BRU) Sf. Miron, martir († secolul al III-lea)
  - (BRC) Sf. Iacint, preot
- 18 august
  - (BOR) Ss. mucenici Flor, Lavru, Polien și Leon
  - (BRU) Ss. Flor și Laur, martiri († secolul al IV-lea)
  - (BRC) Sf. Iuliana, martiră
- 19 august
  - (BOR) Sf. mucenici Andrei Stratilat, Timotei, Agapie și Tecla
  - (BRU) Ss. Andrei Tribunul și soldații săi, martiri († secolul al III-lea)
  - (BRC) Sf. Ioan Eudes, preot
- 20 august
  - (BOR) Sf. prooroc Samuel; Sf. mucenici Sever și Iliodor
  - (BRU) Sf. Samuil, profet († 1045 î.Hr.); Sf. Bernard, cuvios († 1153)
  - (BRC) Sf. Bernard, abate, învățător al Bisericii
- 21 august
  - (BOR) Sf. apostol Tadeu; Sf. mucenița Vasa; Ss. mucenici Donat diaconul, Romul preotul, Silvan diaconul și Venust
  - (BRU) Sf. Iuda Tadeul, apostol († secolul I); Ss. Bassa și fiii ei, martiri († secolul al IV-lea)
  - (BRC) Sf. Pius al X-lea, papă
- 22 august
  - (BOR) Sf. mucenici Agatonic, Antuza, Zotic, Irineu și Or
  - (BRU) Sf. Agatonic și însoțitorii săi, martiri († secolul al IV-lea)
  - (BRC) Sf. Fecioară Maria, Regină
- 23 august
  - (BOR) Sf. mucenic Lup
  - (BRU) Sf. Lup, martir; Sf. Irineu, episcop, martir († secolul al III-lea)
  - (BRC) Sf. Roza de Lima, fecioară
- 24 august
  - (BOR) Sf. sfințit mucenic Eutihie; Sf. mucenic Tation
  - (BRU) Sf. Eutihie, episcop, martir († secolul al II-lea)
  - (BRC) Sf. Bartolomeu, apostol
- 25 august
  - (BOR) Aducerea moaștelor Sf. apostol Bartolomeu; Sf. apostol Timotei și Tit,
  - (BRU) Aducerea moaștelor Sf. Bartolomeu, apostol la Veneția (în 830); Sf. Tit, apostol († secolul I)
  - (BRC) Sf. Ludovic, rege; Sf. Iosif de Calasanz, preot († 1648)
- 26 august
  - (BOR) Ss. mucenici Adrian și Natalia, soția sa, și Atic
  - (BRU) Ss. Adrian și Natalia, soți, martiri († secolul al III-lea)
  - (BRC) Sf. Cezar de Arles, episcop; Ioan Paul I, papă († 1978)
- 27 august
  - (BOR) Cuv. Pimen; Ss. mucenici Eutalia, Fanurie și Osie, episcopul Cordobei
  - (BRU) Sf. Pimen, cuvios († secolul al IV-lea)
  - (BRC) Sf. Monica, mama sf. Augustin († 387)
- 28 august
  - (BOR) Cuv. Moise Etiopianul; Sf. mucenic Diomid; Sf. Ana Proorocița, fiica lui Fanuel
  - (BRU) Sf. Moise Etiopianul, cuvios († 400); Sf. Augustin de Hipona, episcop († 430)
  - (BRC) Sf. Augustin, episcop († 430)
- 29 august
  - (BOR) (†) Tăierea capului sfântului Ioan Botezătorul; Cuv. Teodora
  - (BRU) (†) Tăierea capului sfântului Ioan Botezătorul
  - (BRC) Martiriul sfântului Ioan Botezătorul
- 30 august
  - (BOR) Ss. ierarhi Alexandru, Ioan și Pavel cel Nou, patriarhii Constantinopolului
  - (BRU) Sf. Alexandru († 336); Sf. Ioan († 577); Sf. Pavel cel Nou († 784), patriarhul Constantinopolului
  - (BRC) Sf. Felix și Adauctus, preoți, martiri († 303)
- 31 august
  - (BOR) Punerea în raclă a brâului Maicii Domnului
  - (BRU) Așezarea în raclă a onoratului brâu al Preasfintei Fecioare Maria (secolul al IX-lea – secolul al X-lea)
  - (BRC) Sf. Raimund Nonnatus, călugăr

## Septembrie
- 1 septembrie
  - (BOR) Cuv. Simeon Stâlpnicul († 459)
  - (BRU) Sf. Simeon Stilitul, cuvios († 459)
  - (BRC) Sf. Egidiu, abate († 720)
- 2 septembrie
  - (BOR) Sf. mucenic Mamant; Sf. ierarh Ioan Postitorul, patriarhul Constantinopolului
  - (BRU) Sf. Mamant, martir († 275); Sf. Ioan Ajunătorul, patriarhul Constantinopolului († 595)
  - (BRC) Sf. Ingrid, călugăriță
- 3 septembrie
  - (BOR) Sf. sfințit mucenic Antim, episcopul Nicomidiei; Cuv. Teoctist
  - (BRU) Sf. Antim, episcop († 303); Sf. Teoctist, cuvios, preot († 467)
  - (BRC) Sf. Grigore cel Mare, papă († 604); Sfântul Marin, eremit refugiat din Dalmația († 366)
- 4 septembrie
  - (BOR) Sf. sfințit mucenic Vavila, episcopul Antiohiei; Sf. prooroc Moise
  - (BRU) Sf. Vavila, episcop, martir († 250); Sf. Moise, profet (numit și "Văzătorul de Dumnezeu") († secolul al XVII-lea î.Hr.)
  - (BRC) Sf. Roza din Viterbo, fecioară
- 5 septembrie
  - (BOR) Sf. prooroc Zaharia, tatăl sf. Ioan Botezătorul; Sf. mucenic Urban
  - (BRU) Sf. Zaharia, profet, tatăl sf. Ioan Botezătorul († secolul I)
  - (BRC) Sf. Laurențiu Iustiniani, episcop
- 6 septembrie
  - (BOR) Pomenirea minunii sf. Arhanghel Mihail în Colose; Sf. mucenic Macarie
  - (BRU) Pomenirea minunii din Colose a sf. Arhanghel Mihail
  - (BRC) Sf. Zaharia, profet
- 7 septembrie
  - (BOR) Sf. mucenic Sozont
  - (BRU) Sf. Sozon, martir († 304)
  - (BRC) Sf. Regina, fecioară, martiră
- 8 septembrie
  - (BOR) (†) Nașterea Maicii Domnului
  - (BRU) (†) Nașterea Maicii Domnului
  - (BRC) Nașterea sf. Fecioare Maria
- 9 septembrie
  - (BOR) (†) Ss. și drepții părinți Ioachim și Ana; Sf. cuvios Onufrie de la Vorona; Sf. mucenic Severian; Cuv. Teofan Mărturisitorul
  - (BRU) (†) Ss. Ioachim și Ana, părinții Preasfintei Fecioare Maria; sf. Severian, martir († 323)
  - (BRC) Sf. Petru Claver, preot
- 10 septembrie
  - (BOR) Ss. mucenițe Minodora, Mitrodora și Nimfodora
  - (BRU) Ss. Minodora, Mitrodora și Nimfodora, martire († secolul al IV-lea)
  - (BRC) Sf. Nicolae din Tolentino, preot
- 11 septembrie
  - (BOR) Cuv. Teodora din Alexandria; Cuv. Eufrosin
  - (BRU) Sf. Teodora, cuvioasă († secolul al V-lea)
  - (BRC) Ss. Prot și Iacint, frați, martiri
- 12 septembrie
  - (BOR) Sf. mucenici Autonom, Macedonie și Teodul
  - (BRU) Sf. Autonom, preot, martir († secolul al IV-lea)
  - (BRC) Sfântul Nume al Mariei; Sf. Emilian, episcop
- 13 septembrie
  - (BOR) Sf. sfințit mucenic Corneliu Sutașul; Cuv. Ioan de la Prislop
  - (BRU) Sf. Corneliu, centurionul, martir († secolul I); Sfințirea Bisericii sf. Învieri din Ierusalim (în 335)
  - (BRC) Sf. Ioan Gură de Aur, episcop, învățător al Bisericii
- 14 septembrie
  - (BOR) (†) Înălțarea Sfintei Cruci
  - (BRU) (†) Înălțarea Sfintei Cruci (în 628)
  - (BRC) (†) Înălțarea Sfintei Cruci
- 15 septembrie
  - (BOR) Sf. Ierarh Iosif cel Nou de la Partoș; Sf. Mare mucenic Nichita Romanul
  - (BRU) Sf. Nichita Gotul, martir († 372). Sf. Fecioară Maria Îndurerată
  - (BRC) Sf. Fecioară Maria Îndurerată
- 16 septembrie
  - (BOR) Sf. Mare muceniță Eufimia; Sf. muceniță Meletina
  - (BRU) Sf. Eufemia, martiră († 304)
  - (BRC) Sf. Corneliu, papă, martir; Sf. Ciprian, episcop, martir; Sf. Ludmila
- 17 septembrie
  - (BOR) Sf. muceniță Sofia și fiicele sale Pistis, Agapis și Elpis
  - (BRU) Ss. Sofia și fiicele ei Pistis, Agapi și Elpida, martire († secolul al II-lea)
  - (BRC) Sf. Robert Bellarmin, episcop, învățător al Bisericii
- 18 septembrie
  - (BOR) Sf. Eumenie, episcopul Gortinei; Sf. mucenici Ariadna și Castor
  - (BRU) Sf. Eumeniu, episcop, martir († secolul al II-lea)
  - (BRC) Sf. Iosif din Copertino, ieromonah († 1663)
- 19 septembrie
  - (BOR) Ss. mucenici Trofim, Savatie și Dorimedont
  - (BRU) Ss. Trofim, Sabațiu și Dorimedon, martiri († 277)
  - (BRC) Sf. Ianuariu, episcop, martir
- 20 septembrie
  - (BOR) Ss. mare mucenic Eustatie, soția sa Teopista și cei doi fii Agapie și Teopist
  - (BRU) Ss. Eustațiu și Teopista cu fiii lor Agapiu și Teopist, martiri († secolul al II-lea)
  - (BRC) Sf. Andrei Kim și martirii din Coreea
- 21 septembrie
  - (BOR) Sf. apostol Codrat; Sf. prooroc Iona (echinocțiul de toamnă - ziua este egală cu noaptea);
  - (BRU) Sf. Quadrat, apostol († secolul I)
  - (BRC) Sf. Matei, apostol, evanghelist
- 22 septembrie
  - (BOR) Sf. ierarh mucenic Teodosie de la Mănăstirea Brazi; Sf. sfințit mucenic Foca; Sf. mucenic Isaac și Sf. Martin
  - (BRU) Sf. Foca, episcop, martir († secolul al II-lea)
  - (BRC) Sf. Toma din Villanova, episcop; Sf. Mauriciu, ofițer, martir
- 23 septembrie
  - (BOR) Zămislirea sfântului Ioan Botezătorul; Cuvioasele Xantipa și Polixenia
  - (BRU) Zămislirea sfântului Ioan Botezătorul;
  - (BRC) Sf. Linus, papă († 79); Sf. Pius din Pietrelcina, preot
- 24 septembrie
  - (BOR) Sf. mare muceniță, întocmai cu apostolii, Tecla; Cuv. Coprie
  - (BRU) Sf. Tecla, martiră († secolul I)
  - (BRC) Sf. Gerard, episcop, martir
- 25 septembrie
  - (BOR) Cuv. Eufrosina; Cuv. Pafnutie Egipteanul; Sf. Serghie de la Radonej († 1392)
  - (BRU) Sf. Eufrosina, cuvioasă († secolul al V-lea)
  - (BRC) Sf. Nicolae de Flüe, pustnic
- 26 septembrie
  - (BOR) (†) Mutarea sfântului apostol Ioan; Sf. muceniță Hira
  - (BRU) (†) Săvârșirea din viață a sfântului apostol Ioan († secolul I)
  - (BRC) Ss. Cosma și Damian, martiri
- 27 septembrie
  - (BOR) Sf. ierarh martir Antim Ivireanul; Sf. mucenici Calistrat și Epiharia
  - (BRU) Sf. Calistrat și însoțitorii săi, martiri († secolul al IV-lea); Sf. Vincențiu de Paul, preot († 1660)
  - (BRC) Sf. Vincențiu de Paul, preot
- 28 septembrie
  - (BOR) Cuv. Hariton Mărturisitorul; Sf. prooroc Varuh; Sf. mucenic Pimen
  - (BRU) Sf. Hariton Mărturisitorul, cuvios († 350)
  - (BRC) Sf. Venceslau, martir; Sf. Laurențiu Ruiz și însoțitorii, martiri
- 29 septembrie
  - (BOR) Cuv. Chiriac Sihastrul; Sf. mucenici Gudelia, Trifon și Petronia
  - (BRU) Sf. Chiriac Sihastrul, cuvios († 556)
  - (BRC) Ss. Mihail, Gabriel și Rafael, arhangheli
- 30 septembrie
  - (BOR) Sf. sfințit mucenic Grigorie Luminătorul, episcopul Armeniei; Sf. mucenici Ripsimia și Gaiani
  - (BRU) Grigore Iluminatorul, apostolul armenilor, episcop, martir († 330)
  - (BRC) Sf. Ieronim, preot, învățător al Bisericii

## Octombrie
- 1 octombrie
  - (BOR) Acoperământul Maicii Domnului; Sf. apostol Anania; Cuv. Roman Melodul
  - (BRU) Sf. Anania, apostol dintre cei 70 († secolul I); Sf. Roman Melodul, cuvios († 560); Acoperământul Maicii Domnului; Sf. Tereza a Pruncului Isus, cuvioasă († 1897)
  - (BRC) Sf. Tereza a Pruncului Isus, fecioară, învățător al Bisericii
- 2 octombrie
  - (BOR) Sf. sfințit mucenic Ciprian; Sf. muceniță Justina; Cuv. Teofil
  - (BRU) Sf. Ciprian, episcop; Sf. Iustina, fecioară, martiră († 304)
  - (BRC) Ss. Îngeri Păzitori
- 3 octombrie
  - (BOR) Sf. sfințit mucenic Dionisie Areopagitul; Sf. mucenic Teoctist
  - (BRU) Sf. Dionisiu Areopagitul, episcop, martir († secolul I)
  - (BRC) Ss. Martiri din Tomis
- 4 octombrie
  - (BOR) Sf. sfințit mucenic Ierotei, episcopul Atenei; Ss. mucenici Domnina, Audact și Calistena
  - (BRU) Sf. Ieroteu, episcop, († secolul I); Sf. Francisc din Assisi, cuvios († 1226)
  - (BRC) Sf. Francisc din Assisi
- 5 octombrie
  - (BOR) Ss. mucenițe Haritina și Mamelta
  - (BRU) Sf. Haritina, martir († 304)
  - (BRC) Ss. Placid și însoțitorii, martiri; Sf. Alois Scrosoppi, preot
- 6 octombrie
  - (BOR) Sf. apostol Toma
  - (BRU) Sf. Toma, apostol († secolul I)
  - (BRC) Sfânta Fides, martiră († 303); Sf. Bruno, preot
- 7 octombrie
  - (BOR) Ss. mari mucenici Serghie și Vah; Sf. mucenici Iulian preotul, Chesarie diaconul și Polihronie
  - (BRU) Ss. Serghie și Vah, martiri († 297); Preasfânta Fecioara Maria, Regina Rozarului
  - (BRC) Sf. Fecioară Maria, Regina Rozariului
- 8 octombrie
  - (BOR) Cuv. Pelaghia; Sf. Taisia
  - (BRU) Sf. Pelaghia, cuvioasă († secolul al V-lea)
  - (BRC) Sf. Simeon Bătrânul; Sf. Ioan Calabria
- 9 octombrie
  - (BOR) Sf. apostol Iacob al lui Alfeu; Cuvioșii Andronic și Atanasia
  - (BRU) Sf. Iacob al lui Alfeu, apostol († secolul I); Ss. Andronic și Anastasia, soți, cuvioși († secolul al V-lea)
  - (BRC) Sfântul Dionisie, episcop de Paris și însoțitorii, martiri; Sf. Ioan Leonardi, preot
- 10 octombrie
  - (BOR) Sf. mucenici Evlampie și Evlampia, sora lui; Cuvioșii Vasian și Teofil Mărturisitorul
  - (BRU) Sf. Francisc Borgia, preot
  - (BRC) Ss. Eulampiu și sora lui Eulampia, martiri († secolul al III-lea)
- 11 octombrie
  - (BOR) Sf. apostol Filip, unul din cei 7 diaconi; Cuv. Teofan Mărturisitorul; Sf. mucenițe Zenaida și Filonila
  - (BRU) Sf. Filip, apostol († secolul I); Sf. Teofan Mărturisitorul, episcop, cuvios, imnograf († 845)
  - (BRC) Sf. Ioan al XXIII-lea, papă († 1963)
- 12 octombrie
  - (BOR) Ss. mucenici Prov, Tarah și Andronic; Cuv. Cosma, episcopul Maiumei
  - (BRU) Ss. Prob, Tarah și Andronic, martiri († 304)
  - (BRC) Sf. Serafim, călugăr; Sf. Felix al IV-lea, papă († 530)
- 13 octombrie
  - (BOR) Ss. mucenici Carp, Papil, Agatodor și Agatonica
  - (BRU) Ss. Carp, Papil, Agatodor și Agatonica, martiri († secolul al III-lea)
  - (BRC) Sf. Eduard, rege al Angliei († 1066)
- 14 octombrie
  - (BOR) (†) Sf. Cuvioasă Parascheva; Ss. mucenici Nazarie, Ghervasie, Protasie și Silvan
  - (BRU) Ss. Nazarie, Gervasie, Protasie și Celsie, martiri († secolul I); Sf. Cosma Hagiopolitul, episcop, imnograf († 760); Sf. Paraschiva, cuvioasă
  - (BRC) Sf. Calist I, papă, martir
- 15 octombrie
  - (BOR) Sf. Cuv. Luchian, mucenic; Cuvioșii Savin și Vars, episcopi
  - (BRU) Sf. Lucian, preot, martir († 312); Sf. Tereza de Avila, cuvioasă († 1582)
  - (BRC) Sf. Tereza de Ávila, fecioară, învățător al Bisericii
- 16 octombrie
  - (BOR) Sf. mucenic Longhin Sutașul; Ss. mucenici Leontie, Dometie și Terentie
  - (BRU) Sf. Longin, centurionul de la picioarele Crucii, († secolul I); Sf. Margareta Maria Alacoque, cuvioasă († 1690)
  - (BRC) Sfântul Gallus, călugăr benedictin († 640); Sf. Hedviga, patroana Sileziei († 1243); Sf. Margareta Maria Alacoque, călugăriță († 1690)
- 17 octombrie
  - (BOR) Sf. prooroc Osea; Cuv. mucenic Andrei Criteanul
  - (BRU) Sf. Osea, profet († secolul al VIII-lea î.Hr.); Sf. Andrei Cretanul, martir († 767)
  - (BRC) Sf. Ignațiu de Antiohia, episcop martir († 117); Sf. Ioan cel Pitic, pustnic († 405)
- 18 octombrie
  - (BOR) (†) Sf. apostol, evanghelist Luca; Sf. mucenic Marin cel Bătrân; Cuv. Iulian
  - (BRU) (†) Sf. Luca, apostol, evanghelist (secolul I)
  - (BRC) (†) Sf. Luca, evanghelist
- 19 octombrie
  - (BOR) Sf. prooroc Ioil; Sf. mucenici Uar, Felix preotul și Eusebiu diaconul
  - (BRU) Sf. Ioil, profet († secolul al VI-lea î.Hr.); Sf. Var, martir († 307)
  - (BRC) Sf. Ioan de Brébeuf, preot și însoțitorii, martiri († 1649); Sf. Paul al Crucii, preot († 1775); Fer. Jerzy Popiełuszko, preot martir († 1984)
- 20 octombrie
  - (BOR) Sf. mare mucenic Artemie; Cuv. Matroana⁠(en)[traduceți] († 1462)
  - (BRU) Sf. Artemiu, martir († secolul al IV-lea)
  - (BRC) Sf. Irina din Portugalia, fecioară, martiră
- 21 octombrie
  - (BOR) Cuvioșii mărturisitori Visarion, Sofronie și sf. mucenic Oprea; Ss. preoți mărturisitori Ioan din Galeș și Moise Măcinic din Sibiel; Cuv. Ilarion cel Mare
  - (BRU) Sf. Ilarion cel Mare, cuvios († 371)
  - (BRC) Ss. Ursula și însoțitoarele, martire; Sf. Celina, călugăriță
- 22 octombrie
  - (BOR) Sf. ierarh și întocmai cu apostolii Averchie; Sfinții 7 tineri din Efes
  - (BRU) Sf. Averchie, episcop († 200); Cei 7 tineri din Efes, martiri († 270)
  - (BRC) Sf. Maria Salome
- 23 octombrie
  - (BOR) Sf. sfințit mucenic și apostol Iacob, ruda Domnului; Sf. Ignatie, patriarhul Constantinopolului
  - (BRU) Sf. apostol Iacob, rudenia Domnului, episcopul Ierusalimului († 62)
  - (BRC) Sf. Ioan de Capistran, preot; Sf. Sorin, episcop
- 24 octombrie
  - (BOR) Sf. mare mucenic Areta; Ss. mucenici Sevastiana și Valentin
  - (BRU) Sf. Areta și comunitatea sa, martiri († 358)
  - (BRC) Sf. Anton Maria Claret, episcop; Fer. Alois Guanella
- 25 octombrie
  - (BOR) Ss. mucenici Marcian și Martirie; Sf. mucenic Valerian; Sf. Tavita
  - (BRU) Ss. Marcian și Martiriu, notari, martiri († 358)
  - (BRC) Ss. Crisant și Daria, soți martiri
- 26 octombrie
  - (BOR) (†) Sf. mare mucenic Dimitrie, Izvorâtorul de mir
  - (BRU) (†) Sf. Dumitru, izvorâtorul de mir († secolul al IV-lea)
  - (BRC) Sf. Dumitru, martir
- 27 octombrie
  - (BOR) (†) Cuv. Dimitrie cel Nou, ale cărui moaște sunt la Patriarhia Română; Sf. mucenic Nestor
  - (BRU) Sf. Nestor, martir († secolul al IV-lea)
  - (BRC) Sf. Sabina, martiră
- 28 octombrie
  - (BOR) Ss. Mucenici, Terentie, soția sa, Neonila și cei 7 fii; Sf. Firmilian episcopul
  - (BRU) Ss. Terențiu și Neonila, martiri († secolul al III-lea); Sf. Ștefan, imnograful, cuvios († secolul al XI-lea)
  - (BRC) Ss. Simon și Iuda Tadeul, apostoli
- 29 octombrie
  - (BOR) Cuvioasa mare muceniță Anastasia Romana; Cuv. Avramie
  - (BRU) Sf. Anastasia Romana, cuvioasă, martiră († 309); Sf. Avramiu, cuvios († secolul al VI-lea)
  - (BRC) Sf. Narcis, patriarh de Ierusalim; Fericita Maria Restituta Kafka, soră medicală, martiră († 1943)
- 30 octombrie
  - (BOR) Sf. mucenici Zenovie episcopul și sora sa Zenovia; Sf. apostol Cleopa
  - (BRU) Ss. Zenobiu și sora lui Zenobia, martiri († 309)
  - (BRC) Sf. Alfons Rodriguez, călugăr
- 31 octombrie
  - (BOR) Ss. apostoli Apelie, Stahie, Amplie, Urban, Aristobul și Narcis
  - (BRU) Ss. Stahis, Apelle, Ampliu, Urban, Aristobul și Narcis, apostoli dintre cei 70 († secolul I); Sf. Epimah, martir († 250)
  - (BRC) Sf. Urban, martir

## Noiembrie
- 1 noiembrie
  - (BOR) Ss. doctori fără de arginți Cosma și Damian
  - (BRU) Ss. Cosma și Damian, medici taumaturgi, fără plată, martiri († 303)
  - (BRC) (†) Sărbătoarea Tuturor Sfinților
- 2 noiembrie
  - (BOR) Ss. mucenici Achindin, Pigasie, Aftonie, Elpidifor și Agapie
  - (BRU) Ss. Anchidin, Pegasiu, Aftoniu, Elpifidor și Anempodit, martiri († secolul al IV-lea)
  - (BRC) Pomenirea tuturor credincioșilor răposați
- 3 noiembrie
  - (BOR) Ss. mucenici Achepsima episcopul, Iosif preotul și Aitala diaconul
  - (BRU) Sf. Acepsima, martir († 378); Ss. Aitala și Iosif, martiri († 309)
  - (BRC) Sf. Martin de Porres, călugăr
- 4 noiembrie
  - (BOR) Cuv. Ioanichie cel Mare; Sf. mucenici Nicandru episcopul și Ermeu preotul
  - (BRU) Sf. Ioaniciu cel Mare, cuvios († 846); Ss. Nicandru, episcop, martir și Ermeu, preot, martir († secolul al II-lea)
  - (BRC) Sf. Carol Borromeu, episcop († 1584)
- 5 noiembrie
  - (BOR) Sf. mucenici Galaction și Epistimi; Ss. Silvan și Grigorie arhiepiscopul
  - (BRU) Ss. Galaction și Epistema, soți, cuvioși († 250)
  - (BRC) Ss. Elisabeta și Zaharia
- 6 noiembrie
  - (BOR) Sf. Pavel Mărturisitorul, patriarhul Constantinopolului; Cuv. Luca
  - (BRU) Sf. Paul, arhiepiscop, mărturisitor († 360)
  - (BRC) Sf. Leonard, pustnic
- 7 noiembrie
  - (BOR) Sfinții 33 mucenici din Melitina; Cuv. Lazăr
  - (BRU) Cei 32 sfinți martiri din Melitene († 309); Sf. Lazăr Taumaturgul, cuvios († 1054)
  - (BRC) Sf. Carina, martiră
- 8 noiembrie
  - (BOR) (†) Soborul sfinților arhangheli Mihail și Gavriil
  - (BRU) (†) Ss. Arhangheli Mihail și Gavril și toate cetele cerești
  - (BRC) Fer. Elisabeta a Sfintei Treimi
- 9 noiembrie
  - (BOR) Ss. mucenici Claudiu, Castor, Sempronian și Nicostrat; Ss. mucenici Onisifor și Porfirie; Sf. Ierarh Nectarie Taumaturgul
  - (BRU) Ss. Onisifor și Porfiriu, martiri († 290); Sf. Matrona⁠(en)[traduceți], cuvioasă († secolul al V-lea)
  - (BRC) Sfințirea Bazilicii din Lateran; Sf. Teodor Tiron, soldat, martir († secolul al IV-lea)
- 10 noiembrie
  - (BOR) Ss. apostoli Rodion, Olimp, Erast și Sosipatru; Sf. mucenic Orest
  - (BRU) Ss. Olimp, Sosipatru, Erast și însoțitorii lor, apostoli dintre cei 70 († secolul I); Sf. Orest, martir († secolul al III-lea)
  - (BRC) Sf. Leon cel Mare, papă, învățător al Bisericii; Sf. Tiberiu
- 11 noiembrie
  - (BOR) Ss. mucenici Mina, Victor și Vichentie; Sf. muceniță Ștefanida; Cuv. Teodor Studitul
  - (BRU) Sf. Mina, martir († secolul al III-lea); Ss. Victor, Vichentie și Ștefanida, martiri († secolul al II-lea); Sf. Teodor Studitul, cuvios, mărturisitor († 826)
  - (BRC) Sf. Martin din Tours, episcop
- 12 noiembrie
  - (BOR) Sf. Ioan cel Milostiv, patriarhul Alexandriei; Cuv. Nil Pustnicul
  - (BRU) Sf. Ioan Milostivul, arhiepiscop († 619); Sf. Nil Sinaitul, cuvios († 430); Sf. Iozafat, episcop, martir († 1623)
  - (BRC) Sf. Iosafat, episcop, martir; Sf. Cristian
- 13 noiembrie
  - (BOR) Sf. Ioan Gură de Aur, arhiepiscopul Constantinopolului; Cuv. Damaschin
  - (BRU) Sf. Ioan Gură-de-Aur, arhiepiscopul Constantinopolului († 407)
  - (BRC) Sf. Stanislau Kostka, călugăr
- 14 noiembrie
  - (BOR) Sf. apostol Filip; Sf. Grigorie Palama
  - (BRU) Sf. Filip, apostol († secolul I)
  - (BRC) Sf. Veneranda
- 15 noiembrie
  - (BOR) Sf. Cuvios Paisie de la Neamț; Ss. mucenici și mărturisitori Gurie, Samona și Aviv
  - (BRU) Ss. Gurias, Samonas și Habib, martiri († secolul al IV-lea)
  - (BRC) Sf. Albert cel Mare, episcop, învățător al Bisericii; Sf. Leopold
- 16 noiembrie
  - (BOR) Sf. apostol, evanghelist Matei
  - (BRU) Sf. Matei, apostol, evanghelist († secolul I)
  - (BRC) Sf. Margareta a Scoției; Sf. Gertruda, fecioară
- 17 noiembrie
  - (BOR) Sf. Grigorie Taumaturgul; Cuv. Lazăr Zugravul și Zaharia
  - (BRU) Sf. Grigore Taumaturgul, episcop († 270)
  - (BRC) Sf. Elisabeta de Turingia, mamă a trei copii († 1231)
- 18 noiembrie
  - (BOR) Sf. mare mucenic Platon; Ss. mucenici Romano și Zaheu diaconul
  - (BRU) Ss. Platon și Roman, martiri († 305)
  - (BRC) Sfințirea Bazilicilor "Sf. Petru" și "Sf. Paul"
- 19 noiembrie
  - (BOR) Sf. prooroc Avdie; Sf. sfințit mucenic Varlaam
  - (BRU) Sf. Abdia, profet († secolul al VI-lea î.Hr.); Sf. Varlaam, martir († secolul al III-lea)
  - (BRC) Ss. Epimah și Alexandru, martiri
- 20 noiembrie
  - (BOR) Sf. Grigorie Decapolitul; Sf. mucenic Dasie; Sf. Proclu
  - (BRU) Sf. Grigore Decapolitul, cuvios († 842); Sf. Proclu, arhiepiscop († 446)
  - (BRC) Sf. Felix de Valois, pustnic; Sf. Edmund, rege
- 21 noiembrie
  - (BOR) (†) Intrarea în Biserică a Maicii Domnului
  - (BRU) (†) Intrarea în Templu a Maicii Domnului
  - (BRC) Prezentarea la Templu a Sf. Fecioare Maria
- 22 noiembrie
  - (BOR) Ss. apostoli Filimon, Arhip și Onisim; Sf. muceniță Cecilia
  - (BRU) Ss. Filimon, Apfia, Arhip și Onisim, apostol († secolul I); Ss. Cecilia, Valerian și Tiburțiu, martiri († secolul al III-lea)
  - (BRC) Sf. Cecilia, martiră, patroana muzicienilor
- 23 noiembrie
  - (BOR) Cuv. Antonie de la Iezerul, Vâlcea; Sf. Ierarh Amfilohie
  - (BRU) Sf. Anfilohiu, episcop († 395); Sf. Grigore, episcop († 638)
  - (BRC) Sf. Clement I, papă, martir; Sf. Columban, abate; Sf. Lucreția, martiră
- 24 noiembrie
  - (BOR) Sf. sfințit mucenic Clement, episcopul Romei; Sf. sfințit mucenic Petru, episcopul Alexandriei
  - (BRU) Sf. Clement I, papă, martir († 97); Sf. Petru al Alexandriei, martir († 312)
  - (BRC) Ss. Martiri din Vietnam
- 25 noiembrie
  - (BOR) Sf. mare muceniță Ecaterina; Sf. mare mucenic Mercurie
  - (BRU) Sf. Ecaterina, martiră († 305). Sf. Mercuriu, martir († 250)
  - (BRC) Sf. Ecaterina din Alexandria, fecioară, martiră
- 26 noiembrie
  - (BOR) Cuvioșii Alipie Stâlpnicul, Nicon și Stelian Paflagonul
  - (BRU) Sf. Alip Stilitul, cuvios († secolul al VII-lea); Sf. Nicon, cuvios († secolul al X-lea)
  - (BRC) Sf. Ioan Berchmans, student († 1621)
- 27 noiembrie
  - (BOR) Sf. mare mucenic Iacob Persul; Cuvioșii Natanail și Pinufrie
  - (BRU) Sf. Iacob Persanul, martir († 422)
  - (BRC) Sf. Virgil, episcop, matematician († 784)
- 28 noiembrie
  - (BOR) Cuv. mucenic Ștefan cel Nou; Sf. mucenic Irinarh
  - (BRU) Sf. Ștefan cel Nou, cuvios († 764); Sf. Irinarh, martir († secolul al IV-lea)
  - (BRC) Sf. Ecaterina Labouré, fecioară
- 29 noiembrie
  - (BOR) Sf. mucenici Paramon, Filumen și Valerian
  - (BRU) Ss. Paramon și Filumen, martiri († 250)
  - (BRC) Sf. Saturnin, episcop, martir
- 30 noiembrie
  - (BOR) (†) Sf. apostol Andrei cel întâi chemat – Ocrotitorul României; Sf. Frumenție
  - (BRU) (†) Sf. apostol Andrei, apostol, primul chemat († secolul I)
  - (BRC) Sf. Andrei, apostol

## Decembrie
- 1 decembrie
  - (BOR) Sf. prooroc Naum; Cuv. Filaret Milostivul († secolul al VIII-lea)
  - (BRU) Sf. Naum, profet
  - (BRC) Ss. Florența și Natalia; Charles de Foucauld, martir († 1916)
- 2 decembrie
  - (BOR) Sf. pooroc Avacum; Sf. muceniță Miropa; Sf. Ierarh Solomon, ahiepiscopul Efesului
  - (BRU) Sf. Abacuc, profet († secolul al VII-lea î.Hr.)
  - (BRC) Sf. Bibiana, fecioară
- 3 decembrie
  - (BOR) Sf. cuvios Gheorghe de la Cernica; Sf. prooroc Sofonie; Sf. sfințit mucenic Teodor, arhiepiscopul Alexandriei
  - (BRU) Sf. Sofoniu, profet († secolul al VII-lea î.Hr.)
  - (BRC) Sf. Francisc Xaveriu, preot
- 4 decembrie
  - (BOR) Sf. mare muceniță Varvara; Cuv. Ioan Damaschin
  - (BRU) Sf. Barbara, martiră († secolul al III-lea); Sf. Ioan Damaschinul, cuvios († 749)
  - (BRC) Sf. Ioan Damaschin, preot, învățător al Bisericii; Sf. Varvara, fecioară, martiră
- 5 decembrie
  - (BOR) (†) Sf. Sava cel Sfințit; Sf. mucenic Anastasie; Cuv. Nectarie
  - (BRU) (†) Sf. Sava cel Sfințit, cuvios († 532)
  - (BRC) Sf. Sava, abate
- 6 decembrie
  - (BOR) (†) Sf. ierarh Nicolae, arhiepiscopul Mirelor Lichiei
  - (BRU) (†) Sf. Nicolae Taumaturgul, arhiepiscopul Mirei din Licia († secolul al IV-lea)
  - (BRC) (†) Sf. Nicolae, episcop
- 7 decembrie
  - (BOR) Sf. muceniță Filofteia de la Curtea de Argeș; Sf. Ambrozie, episcopul Mediolanului
  - (BRU) Sf. Ambroziu, arhiepiscop († 397)
  - (BRC) Sf. Ambrozie, episcop, învățător al Bisericii
- 8 decembrie
  - (BOR) Cuvioșii Patapie și Sofronie; Ss. Apostoli Cezar, Tihic și Onisifor
  - (BRU) Sf. Patapiu, cuvios († secolul al VI-lea)
  - (BRC) (†) Neprihănita Zămislire; Sf. Leonard; Fer. Constantin
- 9 decembrie
  - (BOR) Zămislirea sf. Fecioare de către sf. Ana; Sf. proorociță Ana
  - (BRU) Imaculata concepere a Preasfintei Fecioare Maria
  - (BRC) Sf. Juan Diego Cuahtlatoatzin; Sf. Valeria, fecioară, martiră
- 10 decembrie
  - (BOR) Ss. mucenici Mina, Ermoghen și Eugraf
  - (BRU) Ss. Menas, Ermogen și Eugraf, martiri († 235)
  - (BRC) Sf. Melhiade, papă; Sf. Mina, ostaș, martir
- 11 decembrie
  - (BOR) Cuvioșii Daniil Stâlpnicul și Luca cel Nou Stâlpnicul
  - (BRU) Sf. Daniel Stilitul, cuvios († secolul al V-lea)
  - (BRC) Sf. Damasus I, papă († 384)
- 12 decembrie
  - (BOR) Sf. Ierarh Spiridon, episcopul Trimitundei; Sf. mucenic Sinet; Sf. ierarh Alexandru
  - (BRU) Sf. Spiridon Taumaturgul, episcop († 348)
  - (BRC) Sf. Fecioară Maria de la Guadalupe; Sf. Conrad, episcop († 348); Sf. Vincelin, episcop
- 13 decembrie
  - (BOR) Sf. Ierarh Dosoftei, mitropolitul Moldovei; Ss. mari mucenici Eustratie, Auxentie, Evghenie, Mardarie și Orest; Sf. muceniță Lucia fecioară
  - (BRU) Ss. Eustrațiu, Axente, Eugen, Mardarie și Orest, martiri și Lucia, fecioară, martiră († 303)
  - (BRC) Sf. Lucia, fecioară, martiră; Sf. Otilia, călugăriță
- 14 decembrie
  - (BOR) Ss. mucenici Tirs, Calinic, Filimon și Apolonie
  - (BRU) Ss. Tirs, Leuciu, Calinic, Filimon, Apoloniu și Arian, martiri († secolul al III-lea); Sf. Ioan al Crucii, cuvios († 1591)
  - (BRC) Sf. Ioan al Crucii, preot, învățător al Bisericii
- 15 decembrie
  - (BOR) Sf. sfințit mucenic Elefterie; Ss. mucenițe Antia și Suzana
  - (BRU) Sf. Eleuteriu, episcop, martir († secolul al II-lea)
  - (BRC) Sf. Silvia, fecioară
- 16 decembrie
  - (BOR) Sf. prooroc Agheu; Sf. mucenic Marin; Sf. Teofana împărăteasa
  - (BRU) Sf. Ageu, profet († secolul al VI-lea î.Hr.)
  - (BRC) Sf. Adelaida, împărăteasă
- 17 decembrie
  - (BOR) Sf. prooroc Daniel și sfinții trei tineri Anania, Azaria și Misail
  - (BRU) Ss. Daniel, profet, Anania, Azaria și Misael († secolul al VI-lea î.Hr.)
  - (BRC) Sf. Cristofor de Collesano; Sf. Olimpia
- 18 decembrie
  - (BOR) Cuv. Daniil Sihastrul; Sf. mucenici Sebastian și Zoe; Cuv. Modest
  - (BRU) Sf. Sebastian și însoțitorii săi, martiri († 288)
  - (BRC) Sf. Zosim, ucenicul sf. Paul
- 19 decembrie
  - (BOR) Sf. mucenic Bonifatie; Cuv. Grichentie; Sf. mucenic Trifon; Cuv. Aglaia
  - (BRU) Sf. Bonifaciu, martir († secolul al IV-lea)
  - (BRC) Fer. Urban al V-lea, papă
- 20 decembrie
  - (BOR) Sf. sfințit mucenic Ignatie Teoforul
  - (BRU) Sf. Ignațiu Teoforul, episcop, martir († 107)
  - (BRC) Ss. Abraham, Isaac și Iacob, patriarhi
- 21 decembrie
  - (BOR) Sf. muceniță Iuliana; Sf. mucenic Temistocle

SOLSTIȚIUL DE IARNĂ (ziua 9 ore, noaptea 15 ore); 
- - (BRU) Sf. Iuliana din Nicomedia, martiră († 299)
  - (BRC) Sf. Petru Canisiu, preot, învățător al Bisericii
- 22 decembrie
  - (BOR) Sf. Ierarh Petru Movilă, mitropolitul Kievului; Sf. mare muceniță Anastasia
  - (BRU) Sf. Anastasia, martiră († 304)
  - (BRC) Sf. Francisca Cabrini; Sf. Flavian, martir
- 23 decembrie
  - (BOR) Sfinții 10 mucenici din Creta; Cuv. Pavel și Naum
  - (BRU) Ss. 10 martiri din Creta († 250)
  - (BRC) Sf. Ioan de Kety, preot; Sf. Victoria, martiră
- 24 decembrie
  - (BOR) Cuv. muceniță Eugenia
  - (BRU) Sf. Eugenia, martiră († secolul al II-lea)
  - (BRC) Sf. Eugenia, fecioară, martiră; Sf. Adela, călugăriță
- 25 decembrie
  - (BOR) (†) Nașterea Domnului (Crăciunul)
  - (BRU) (†) Nașterea Domnului și Dumnezeului nostru Isus Cristos (Crăciunul)
  - (BRC) (†) Nașterea Domnului (Crăciunul); Sfânta Anastasia
- 26 decembrie
  - (BOR) (†) A doua zi de Crăciun; Soborul Maicii Domnului; Cuv. Nicodim de la Tismana
  - (BRU) (†) A doua zi de Crăciun; Serbarea Preasfintei Fecioare Maria; Sf. Eutimiu, episcop, martir († 824)
  - (BRC) (†) A doua zi de Crăciun; Sf. Ștefan, primul martir
- 27 decembrie
  - (BOR) (†) A treia zi de Crăciun; Sf. apostol, întâiul mucenic și arhidiacon Ștefan
  - (BRU) (†) A treia zi de Crăciun; Sf. Ștefan, arhidiacon, protomartir († 37); Sf. Teodor Însemnatul, cuvios, mărturisitor († 844)
  - (BRC) (†) A treia zi de Crăciun; Sf. Ioan, apostol, evanghelist
- 28 decembrie
  - (BOR) Ss. 20.000 mucenici arși în Nicomidia
  - (BRU) Ss. martiri arși de vii în Nicomedia († 303)
  - (BRC) Ss. Prunci Nevinovați, martiri
- 29 decembrie
  - (BOR) Ss. 14.000 prunci uciși din porunca lui Irod; Cuv. Marcel
  - (BRU) Ss. copii uciși de Irod; Sf. Marcel, cuvios († 470)
  - (BRC) Sf. Thomas Becket, episcop, martir
- 30 decembrie
  - (BOR) Sf. muceniță Anisia; Cuv. Teodora din Cezareea; Cuv. Leon, arhimandritul
  - (BRU) Sf. Anisia, martiră († secolul al IV-lea); Sf. Zotic Orfanotroful, preot († secolul al IV-lea)
  - (BRC) Sf. Ilaria, martiră
- 31 decembrie
  - (BOR) Cuv. Melania Romana; Sf. mucenic Hermes
  - (BRU) Sf. Melania Romana, cuvioasă († 439); Ss. și drepții Iosif (logodnicul Preasfintei Fecioare Maria), David (profetul și împăratul) și Iacob (rudenia Domnului)
  - (BRC) Sf. Silvestru I, papă; Sf. Melania († 439)